# История административно-территориального устройства Украины
Административно-территориальное устройство Украины — это обусловленное географическими, историческими, экономическими, этническими, социальными, культурными и другими факторами внутренняя территориальная организация государства с разделением его на составные части административно-территориальных единиц, в соответствии с которыми строятся система государственных органов и система местного самоуправления. В разные исторические периоды оно отражало как национальные традиции украинцев, так и политические интересы и систему управления государств, в которые в разное время входили украинские земли. На современном этапе территориальное деление Украины в соответствии с Конституцией основывается на принципах целостности и единства государственной территории, сочетании централизации и децентрализации государственной власти, сбалансированности социально-экономического развития населённых пунктов и регионов с учётом их исторических, экономических, экологических, географических и демографических особенностей, этнических и культурных традиций. 

## Основные изменения в современный период (с 1917 года)

### В период автономии и независимости 1917—1921 годов
| Месяц | Изменения | Изменения |
| Революция и начало гражданской войны на Украине                                                                  | Революция и начало гражданской войны на Украине | Революция и начало гражданской войны на Украине |
| --- | --- | --- |
| Март | В условиях, возникших после Февральской революции в Российской империи, Товариществом украинских прогрессистов, Украинским научным обществом и рядом других украинских общественных, политических и профессиональных организаций была основна Украинская Центральная рада — центр украинского национально-освободительного движения. | В условиях, возникших после Февральской революции в Российской империи, Товариществом украинских прогрессистов, Украинским научным обществом и рядом других украинских общественных, политических и профессиональных организаций была основна Украинская Центральная рада — центр украинского национально-освободительного движения. |
| Июнь | На Втором Всеукраинском военном съезде Украинской Центральной радой был обнародован её Первый Универсал, провозгласивший автономию Украины в составе России. | На Втором Всеукраинском военном съезде Украинской Центральной радой был обнародован её Первый Универсал, провозгласивший автономию Украины в составе России. |
| Июль | Временное правительство России признало Генеральный секретариат, ранее сформированный Украинской Центральной радой, органом краевого управления. | Временное правительство России признало Генеральный секретариат, ранее сформированный Украинской Центральной радой, органом краевого управления. |
| Август | Временной инструкцией Временного правительства России в ведение Генерального секретариата переданы 5 губерний: Киевская, Волынская, Подольская, Полтавская и Черниговская (за исключением Мглинского, Новозыбковского, Стародубского и Суражского уездов). Также предусматривалась возможность распространения его власти и на другие губернии или их части, в случаях, если образованные в данных губерниях, на основании постановления Временного правительства, земские учреждения высказались за желательность такого распространения. Временное правительство приняло решение использовать исторический, а не этнический критерий, передав в ведение Генерального секретариата основной массив территорий с которыми Украинское казацкое государство Богдана Хмельницкого перешло под протекторат российского царя Алексея Михайловича в 1654 году по Мартовским статьям. | |
| Октябрь (Ноябрь)                                                                                                 | Октябрьская революция — большевиками свергнуто Временное правительство, провозглашена Российская Советская Республика (Советская Россия, позже — Российская Социалистическая Федеративная Советская Республика, РСФСР). | Октябрьская революция — большевиками свергнуто Временное правительство, провозглашена Российская Советская Республика (Советская Россия, позже — Российская Социалистическая Федеративная Советская Республика, РСФСР). |
| Украинская Народная Республика (при Центральной раде )                                                           | | |
| Ноябрь | Украинская Центральная рада своим Третьим Универсалом провозглашает, не отделяясь от Российской республики, Украинскую Народную Республику (УНР), включавшую в себя территории Киевской, Подольской, Волынской, Черниговской, Полтавской, Харьковской, Екатеринославской, Херсонской и Таврической (без Крыма) губерний. Также оговаривалась возможность присоединения частей Курской, Холмской, Воронежской и смежных губерний и областей, где большинство населения составляли украинцы, при условии «согласия организованной воли народов». | |
| Декабрь | Ультиматум Совета народных комиссаров (правительства Советской России) Центральной раде и её отказ от его выполнения — начало Первой советско-украинской войны. На организованном большевиками альтернативном Киевскому Первом Всеукраинском съезде Советов, проходившем в занятом ими Харькове, Украинская Народная Республика была провозглашена республикой Советов рабочих, крестьянских, солдатских и казачьих депутатов (УНРС, Советской Украиной) во главе с Народным секретариатом и в федеративной связи с Советской Россией. | Ультиматум Совета народных комиссаров (правительства Советской России) Центральной раде и её отказ от его выполнения — начало Первой советско-украинской войны. На организованном большевиками альтернативном Киевскому Первом Всеукраинском съезде Советов, проходившем в занятом ими Харькове, Украинская Народная Республика была провозглашена республикой Советов рабочих, крестьянских, солдатских и казачьих депутатов (УНРС, Советской Украиной) во главе с Народным секретариатом и в федеративной связи с Советской Россией. |
| Декабрь | Одесса провозглашена вольным городом УНР. | Одесса провозглашена вольным городом УНР. |
| 1918 | | |
| Январь | Четвёртым Универсалом Центральная рада провозгласила независимость Украинской Народной Республики. Возглавляемый большевиками Румчерод организовал восстание в Одессе и провозгласил Одесскую советскую республику (ОСР) претендовавшую на территории Херсонской и Бессарабской губерний. | — |
| Январь (Февраль)                                                                                                 | Брестский мир с Центральными державами — граница Украины (внешняя граница её западных губерний) с Австро-Венгрией установлена по довоенной российско-австро-венгерской границе. | Брестский мир с Центральными державами — граница Украины (внешняя граница её западных губерний) с Австро-Венгрией установлена по довоенной российско-австро-венгерской границе. |
| Январь (Февраль)                                                                                                 | Брестским миром была также установлена новая северная граница Украины: начиная от Тарнограда по линии Билгорай—Щебрешин—Красностав—Парчев—Радин—Межиречье—Сарнаки—Мельник—Высоко-Литовск—Каменец-Литовск—Пружаны—Выгоновское озеро. Более подробное установление границы надлежало произвести смешанной комиссии после этнографического соотношения с учётом пожеланий населения. В состав Украины отошла Холмская губерния (с включением в её состав южной части Брестского и Кобринского уездов Гродненской губернии) и Пинский, Мозырский и Речицкий уезды Минской губернии с включением их, соответственно, в состав Холмской и Волынской губерний. | |
| Январь (Февраль)                                                                                                 | Тайным протоколом с Австро-Венгрией на последнюю было возложено обязательство создания украинского кронланда на территории Восточной Галиции и Северной Буковины. Однако данный документ был предан огласке и, под давлением польских сил, денонсирован 16 июля 1918 года. Большевиками на Четвёртом областном съезде советов Донкривбасса (исходя из принципа построения Советской России как федерации экономических областей, а не национальных образований) провозглашена Донецко-Криворожская советская республика (ДКСР) с центром в Харькове. Данное образование претендовало на территории Харьковской, Екатеринославской и, частично, Херсонской губерний, а также промышленных районов Области Войска Донского. Его создание вызвало осуждение как со стороны Народного секретариата и Всеукраинского центрального исполнительного комитета (ВУЦИК) УНРС, так и со стороны Центрального комитета РКП(б) и СНК РСФСР. | — |
| Март | На территории Украины отменено деление на губернии и уезды, образованы 32 земли: Подляшье с центром в Брест-Литовске (части бывших Холмской, Гродненской и Волынской губерний), Волынь с центром в Луцке (бывшие Владимир-Волынский, Ковельский, Луцкий уезды и часть Дубенского уезда Волынской губернии), Погорина с центром в Ровно (бывшие Ровенский, Острожский, Кременецкий уезды и части Дубенского и Староконстантиновского уездов Волынской губернии), Болоховская земля с центом в Житомире (бывшие Житомирский и Новоград-Волынский уезды Волынской губернии, часть Бердичевского уезда Киевской губернии, Литинский и Винницкий уезды Подольской губернии), Древлянская земля с центром в Искоростене (бывшие Радомысльский уезд и части Киевского уезда Киевской губернии, Овручского уезда Волынской губернии, Мозырского уезда Минской губернии), Дреговичская земля с центром в Мозыре (бывшие Гомельский уезд Могилёвской губернии, Речицкий уезд и часть Мозырского уезда Минской губернии), Киев с окрестностями в 20-30 км, Поросье с центром в Белой Церкви (бывшие Васильковский, Сквирский, Таращанский уезды и части Киевского и Бердичевского уездов Киевской губернии), Побужье с центром в Умани (бывшие Уманский уезд и часть Липовецкого уезда Киевской губернии, Гайсинский уезд и часть Балтского уезда Подольской губернии, часть Елисаветградского уезда Херсонской губернии), Черкащина с центром в Черкассах (бывшие Каневский, Черкасский, Чигиринский уезды и часть Звенигородского уезда Киевской губернии), Подолье с центром в Каменце-Подольском (бывшие Кременецкий, Проскуровский, Летичевский уезды часть Могилёвского уезда Подольской губернии и Староконстантиновского уезда Волынской губернии), Брацлавщина с центром в Виннице (бывшие Брацлавский уезд и части Винницкого, Литинского, Могилёвского, Ямпольского уездов Подольской губернии и часть Липовецкого уезда Киевской губернии), Поднестровье с центром в Могилёве-Подольском (бывшие Ольгопольский и части Балтского и Ямпольского уездов Подольской губернии и часть Ананьевского уезда Херсонской губернии), Поморье с центром в Николаеве (части бывших Одесского, Ананьевского и Елисаветградского уездов Херсонской губернии), Одесса с окрестностями (от города до Днестровского лимана на западе и от линии Березовка—Раздельная на севере до Чёрного моря на юге), Низ с центром в Елисаветграде (часть Елисаветградского уезда Херсонской губернии и Верхнеднепровского уезда Екатеринославской губернии), Сечь с центром в Екатеринославе (Екатеринославский уезд, части Верхнеднепровского, Новомосковского, Александровского уездов Екатеринославской губернии и Херсонского уезда Херсонской губернии), Запорожье с центром в Бердянске (Мелитопольский и Бердянский уезды Таврической губернии), Новое Запорожье с центром в Херсоне (части Херсонского и Днепровского уездов Херсонской губернии), Азовская земля с центром в Мариуполе (Мариупольский, Павлоградский и Александровский уезды Екатеринославской губернии), Северщина с центром в Стародубе (Суражский, Мглинский, Новозыбковский, Стародубский и Новгород-Северский уезды Черниговской губернии), Черниговщина с центром в Чернигове (Черниговский, Городнянский, Остерский, Сосницкий, части Козелецкого, Нежинского и Борзнянского уездов Черниговской губернии), Переяславщина с центром в Прилуках (Переяславский, Прилукский, Пирятинский и северные уезды Золотоношского уездов Полтавской губернии и части Козелецкого, Нежинского и Борзнянского уездов Черниговской губернии), Посемье с центром в Конотопе (Кролевецкий, Глуховский и Конотопский уезды Черниговской губернии), Самара с центром в Кременчуге (Кременчугский, Кобелякский, части Козельщинского уездов Полтавской губернии и Новомосковского уезда Екатеринославской губернии), Посулье с центром в Ромах (Роменский, Гадячский, Лохвицкий и части Лубенского и Миргородского уездов Полтавской губернии), Полтавщина с центром в Полтаве (Зеньковский, Полтавский, Константиноградский и части Миргородского, Хорольского уездов Полтавской губернии и Ахтырского, Богодуховского, Валковского уездов Харьковской губернии), Слобожанщина с центром в Сумах (Суджанский и Грайворонский уезды Курской губернии и Сумской, Лебединский, части Ахтырского, Богодуховского уездов Харьковской губернии), Харьков с окрестностями (части Валковского уезда Харьковской губернии и Белгородского уезда Курской губернии), Донетчина с центром в Славянске (Змиевской, Изюмский, Волчанский, Купянский уезды Харьковской губернии и части Корочанского и Белгородского уездов Курской губернии), Подонье с центром Острогожске (Бирюченский, Острогожский, Богучарский уезды Воронежской губернии, Новооскольский, части Корочанского уездов Курской губернии и части Старобельского уезда Харьковской губернии), Половецкая земля с центром в Бахмуте (Бахмутский, Славяносербский уезды Екатеринославской губернии и части Старобельского уезда Харьковской губернии) | |
| Март | Советская социалистическая республика Тавриды (ССРТ) провозгласила свою власть на континентальной части Таврической губернии, однако после консультаций с Москвой в том же месяце отозвала свои претензии. Румыния оккупирует Бессарабию, после чего Сфатул Цэрий большинством голосов принимает решение о вхождении Молдавской Демократической Республики на правах автономии в состав Румынии. Украинская Народная Республика, не выдвигая претензий на части Бессарабии в основном населённые молдаванами, заявила про возможность претензий на территории, где большинство у них отсутствовало — Северную и Южную Бессарабию. На организованном большевиками Втором Всеукраинском съезде Советов, проходившем в Екатеринославе, Украина провозглашена независимой Федеративной Советской Республикой (УФСР), объединяющей «все советские объединения — свободные города и республики как автономные части Украинской Советской Федеративной Республики». Центральные державы (Германия и Австро-Венгрия) установили военный контроль над территорией Украины. В сферу влияния Австро-Венгрии отошли часть Волынской, Подольская, Херсонская и Екатеринославская губернии; угольные и металлургические регионы эксплуатировались совместно; остальные губернии и Крым, а также железнодорожный и водный транспорт на всей территории Украины отошли в сферу влияния Германии. | — |
| Украинская держава                                                                                               | | |
| Апрель | Гетманский переворот — на Украине установлен консервативный режим Украинской державы во главе с гетманом Павлом Скоропадским. Третий Украинский Дальневосточный съезд предложил провозгласить Зелёный Клин колонией Украины и принял решение обратиться к украинскому правительству с просьбой зарегистрировать членов Украинского Дальневосточного секретариата как правительственных лиц УНР. По итогам съезда в Киев была направлена делегация Манчжурской украинской окружной рады, обратившаяся к украинскому правительству с ходатайством о том, чтобы оно, по договоренности с правительством РСФСР, признало Зелёный Клин колонией Украины. Обстановка, сложившаяся в то время, не позволила поднять этот вопрос на переговорах, однако согласно одному из пунктов мирного договора главам украинских окружных рад, существовавших на территории РСФСР, предоставлялись консульские полномочия по защите прав и интересов украинских граждан. | Гетманский переворот — на Украине установлен консервативный режим Украинской державы во главе с гетманом Павлом Скоропадским. Третий Украинский Дальневосточный съезд предложил провозгласить Зелёный Клин колонией Украины и принял решение обратиться к украинскому правительству с просьбой зарегистрировать членов Украинского Дальневосточного секретариата как правительственных лиц УНР. По итогам съезда в Киев была направлена делегация Манчжурской украинской окружной рады, обратившаяся к украинскому правительству с ходатайством о том, чтобы оно, по договоренности с правительством РСФСР, признало Зелёный Клин колонией Украины. Обстановка, сложившаяся в то время, не позволила поднять этот вопрос на переговорах, однако согласно одному из пунктов мирного договора главам украинских окружных рад, существовавших на территории РСФСР, предоставлялись консульские полномочия по защите прав и интересов украинских граждан. |
| Май | На территории Украины упразднено деление на земли и восстановлено — на губернии и уезды. | |
| Май | Союзные войска Украинской и Центральных держав заняли Таганрог (последнее месторасположение правительства Советской Украины) — с территории Украины выбиты силы большевиков. | Союзные войска Украинской и Центральных держав заняли Таганрог (последнее месторасположение правительства Советской Украины) — с территории Украины выбиты силы большевиков. |
| Май | Договором о прекращении боевых действий между Украинской державой и Советской Россией установлена временная демаркационная линия проходившая по линии Сураж—Унеча—Стародуб—Новгород-Северский—Глухов—Рыльск—Колонтаевка—Суджа—Беленихино—Купянск. Украинская администрация была установлена в Путивльском, Суджанском, Грайворонском, Рыльском, Белгородском, Корочанском, Новооскольском уездах Курской губернии и Валуйском уезде Воронежской губернии, но населённые украинцами Бирюченский, Богучарский и Острогожский уезды Воронежской губернии остались в составе РСФСР. Вдоль демаркационной линии была создана «нейтральная зона» шириной от 10 до 40 км. | |
| Июль | Крымское краевое правительство утвердило инструкцию по проведению государственной границы с Украиной. Пограничная охрана Украинской державы, в свою очередь, заняла более 40 км Арабатской Стрелки до хутора Валок и город Перекоп, после чего начала экономическую блокаду Крыма. | Крымское краевое правительство утвердило инструкцию по проведению государственной границы с Украиной. Пограничная охрана Украинской державы, в свою очередь, заняла более 40 км Арабатской Стрелки до хутора Валок и город Перекоп, после чего начала экономическую блокаду Крыма. |
| Июль | Между Украинской державой и Кубанской народной республикой было заключено тайное соглашение об объединении, однако оно не вступило в силу ввиду вынужденого союза КНР с белогвардейской Добровольческой армией. | Между Украинской державой и Кубанской народной республикой было заключено тайное соглашение об объединении, однако оно не вступило в силу ввиду вынужденого союза КНР с белогвардейской Добровольческой армией. |
| Август | Путивльский и Рыльский уезды были включены в состав Черниговской губернии; Суджанский, Грайворонский, Белгородский, Корочанский, Новооскольский и Валуйский уезды — в состав Харьковской. Из Бердянского, Днепровского и Мелитопольского уездов создан Таврический округ с центром в Бердянске. Из Киевской губернии выделено Киевское городское атаманство. В него вошли: Киев, Пуща-Водица, Соломенка, Батыева гора, Протасов яр, Караваевы дачи и ряд выселков Киевского уезда. В составе Херсонской губернии были образованы Одесское и Николаевское городские атаманства. | Путивльский и Рыльский уезды были включены в состав Черниговской губернии; Суджанский, Грайворонский, Белгородский, Корочанский, Новооскольский и Валуйский уезды — в состав Харьковской. Из Бердянского, Днепровского и Мелитопольского уездов создан Таврический округ с центром в Бердянске. Из Киевской губернии выделено Киевское городское атаманство. В него вошли: Киев, Пуща-Водица, Соломенка, Батыева гора, Протасов яр, Караваевы дачи и ряд выселков Киевского уезда. В составе Херсонской губернии были образованы Одесское и Николаевское городские атаманства. |
| Август | Предварительным соглашением между Украинской державой и Всевеликим войском Донским установлена юго-восточная граница, которая прошла по дореволюционной административной черте между Екатеринославской, Харьковской и Воронежской губерниями с Областью Войска Донского, за исключением территории прилегающей к Мариуполю, которая отходила Украине. Также, «до победы над большевистской Россией», донские войска из стратегических соображений занимали железную дорогу Чертково—Лиски и Лиски—Поварино. С согласия немецкого командования Украинская держава распространила свою власть на все спорные северные территории, из них (за исключением Гомельского уезда Могилёвской губернии, который был присоединён к Черниговской губернии) был образован Полесский округ с центром в Мозыре. | |
| Октябрь | Между Украинской державой и Крымским краевым правительством было достигнуто соглашение о вхождении Крыма в состав Украины на правах автономной единицы, однако оно не вступило в силу ввиду восстания Директории. | |
| Ноябрь | Распад Австро-Венгрии: В Королевстве Галиции и Лодомерии происходит украинская революция — Украинский Национальный совет провозглашает создание украинского государства на территории Галичины, Буковины и Закарпатья. Поляки, восстанавливающие свою государственность, также выдвигают претензии на данные территории — начинается Польско-украинская война. После получения известия об образовании ЗУНР в селе Выслик Великий на Лемковщине было проведено собрание из представителей 30 местных сёл, которое приняло решение об образовании Поветовой национальной рады для Сянковского повета, Управы во главе с Пантелеймоном Шпилькой и Комиссариата во главе с Григорием Судомиром. В связи с тем, что регион был отрезан от основной территории ЗУНР польскими войсками, местным органам власти пришлось функционировать автономно — возникала Республика Команча Буковинское народное вече, проходившие в Черновцах, провозгласило воссоединение Северной Буковины (Кицманского, Заставнинского, Выжницкого, Вашковецкого округов, украинских частей Черновицкого и Серетского округов, украинских общин Сторожинецкого, Радовецкого и Кимполунгского округов Герцогства Буковина) с Западно-Украинской Народной Республикой и объединение с «Большой Украиной». Через 8 дней после Буковинского народного веча румынские войска оккупируют Северную Буковину. В связи с поражением Центральных держав в Первой мировой войне начался вывод немецких и бывших австро-венгерских войск с территории Украины «Федеративная грамота» — гетман Скоропадский провозгласил намерение создать Всероссийскую федерацию (в которой Украине отводилось «одно из ведущих мест»), посредством которой будет «воссоздана великая Россия» Румыния ликвидирует автономию Молдавской Демократической Республики и окончательно аннексирует Бессарабию. В октябре 1920 года государства Антанты, согласно протоколу подписанному между ними и Румынией, признают данный акт. Украинская держава, как и в дальнейшем Украинская Народная Республика, отказалась признавать аннексию В Курске, с целю политического прикрытия планируемого наступления на Украине, постановлением ЦК РКП(б) создано Временное рабоче-крестьянское правительство Украины (ВРКПУ) С занятия сербским отрядом «Союзной зоны» в Одессе (Одесский порт, несколько морских кварталов, Николаевский бульвар) начинается интервенция Антанты на юге Украины. В дальнейшем к сербскому контингенту Антанты присоединяются польские легионеры, французы, греки, румыны и местные отряды белогвардейцев. В декабре Антанта и её союзники полностью заняли Одессу, французское командование официально провозгласило над ней и её районом своё покровительство, а армия УНР, опасаясь войны с блоком, отошла на линию Выгода—Дачное—Сербка (40-километровая зона от Одессы). В январе 1919 года, по договорённости между УНР и странами Антанты, интервентам был освобождён плацдарм ограниченный линией Тирасполь—Бирзула—Вознесенск—Херсон (в дальнейшем расширенный на востоке до линии Новый Буг—Берислав—Алёшки—Скадовск), при этом командование Антанты признавало район Николаева—Херсона частью УНР, временно переданной под контроль французского командования, и оставляло местные органы управления УНР | — |
| Декабрь | С разрешения гетмана Донская армия «для поддержания порядка» заняла Луганск и его район, при этом официально провозгласив, что не претендует на украинские земли, но уже к январю 1919 года была выбита с данной территории большевиками В составе Венгерской народной республики Закарпатью предоставлена ограниченная автономия под названием «Руська Краина». | — |
| Украинская Народная Республика (при Директории )                                                                 | | |
| Декабрь | Антигетманское восстание — режим Скоропадского низвергнут Директорией. Восстановлена Украинская Народная Республика и действие всех её законов, однако возвращение деления на земли отложено на неопределённое время ввиду чрезвычайного положения Большевики, без объявления войны, возобновляют боевые действия против УНР Атаманщина — в условиях восстания Директории усиливается самоуправство военных на местах. Атаманы зачастую захватывали местную власть силой и подменяли законные гражданские органы власти, что вело к бесконтрольности властей самоорганизации сел и городков. В рамках данного периода было создано до 120 подобных атаманских «республик» на местах (Холодноярская, Чигиринская, Баштанская, Висунская, Млиевская и др.). | Антигетманское восстание — режим Скоропадского низвергнут Директорией. Восстановлена Украинская Народная Республика и действие всех её законов, однако возвращение деления на земли отложено на неопределённое время ввиду чрезвычайного положения Большевики, без объявления войны, возобновляют боевые действия против УНР Атаманщина — в условиях восстания Директории усиливается самоуправство военных на местах. Атаманы зачастую захватывали местную власть силой и подменяли законные гражданские органы власти, что вело к бесконтрольности властей самоорганизации сел и городков. В рамках данного периода было создано до 120 подобных атаманских «республик» на местах (Холодноярская, Чигиринская, Баштанская, Висунская, Млиевская и др.). |
| 1919 | | |
| Январь | На Гуцульщине Украинским народным советом провозглашена Гуцульская республика со столицей в посёлке Ясиня. В этом же месяце её представители приняли участие в заседании Украинского народного совета ЗУНР, утвердившем Акт Злуки. С согласия Антанты чехословацкие и румынские войска начинают оккупацию Закарпатья, окончательно оккупировав его территорию к июню 1919 года. Всенародный конгресс венгерских русинов, проходивший в Хусте, принял решение объединить комитаты Угоча, Берег, Унг, Земплен, Шариш, Спиш и Абауй-Торна с Соборной Украиной, прося, при этом, чтобы новое государство «учло обособленное положение венгерских русинов». В ходе зимнего наступления польской армией ликвидирована Республика Команча на Лемковщине. На Хотинщине вспыхивает антирумынское восстание, подготовленное Национальным союзом бессарабцев и комитетом «В защиту Бессарабии». Восставшие по аналогии с Директорией УНР создают Хотинскую директорию, организовывают войска и берут под свой контроль Хотинский уезд. Румынские власти в течение месяца жестоко подавляют восстание, уничтожив в процессе 22 села Хотинщины. | — |
| Январь | Акт Злуки — объединение Украинской Народной Республики (УНР) и Западно-Украинской Народной Республики (ЗУНР). ЗУНР была преобразована в Западную область (ЗОУНР), ей обеспечивалась территориальная автономия. | |
| Март | В противовес Украинской Народной Республике большевиками на Третьем Всеукраинском съезде Советов была провозглашена независимая Украинская Социалистическая Советская Республика. | В противовес Украинской Народной Республике большевиками на Третьем Всеукраинском съезде Советов была провозглашена независимая Украинская Социалистическая Советская Республика. |
| Апрель | Одесская эвакуация — под давлением войск атамана Григорьева последние силы Антанты (французы, греки, польские легионеры и румыны) и союзные им белогвардейцы эвакуированы из Одессы и её окрестностей. Окончание интервенции Антанты на юге Украины. | Одесская эвакуация — под давлением войск атамана Григорьева последние силы Антанты (французы, греки, польские легионеры и румыны) и союзные им белогвардейцы эвакуированы из Одессы и её окрестностей. Окончание интервенции Антанты на юге Украины. |
| Май | Румынско-польская оккупация Покутья. В захваченной большевиками Одессе была провозглашена Бессарабская Социалистическая Советская Республика. Её территорией провозглашались районы Тираспольского уездов Херсонской губернии, Балтского и Ольгопольского уездов Подольской губернии, временной столицей — Тирасполь. Кроме того, большевиками было поднято неудачное восстание в находившихся под румынским контролем Бендерах. Однако формирование республики было прервано последовавшим наступлением белогвардейцев. Белогвардейские Вооружённые силы Юга России (ВСЮР, позже — Русская армия), окончательно разбив войска Украинского фронта РККА в боях за Донбасс, разворачивают масштабное наступление на Украине, оккупировав её значительную часть и установив режим военной диктатуры во главе с Антоном Деникиным (Юг России, «Деникинщина», после перехода власти к Петру Врангелю в апреле 1920 года — «Врангелевщина»). В июне 1919 года данный режим признал власть Верховного правителя России Александра Колчака, к сентябрю — образовал на подконтрольной территории Украины 3 области: Харьковскую, Новороссийскую и Киевскую. | |
| Август | На основе анархистского повстанческого движения Нестором Махно организована Революционно-повстанческая армия Украины (РПАУ). В октябре на занятых ей территориях Екатеринославщины, Херсонщины и Северной Таврии провозглашена анархистская Южноукраинская трудовая федерация (Вольная территория) с центром в Гуляй-Поле. | |
| Сентябрь | Сен-Жерменский мирный договор между странами Антанты и их союзниками и Австрией — игнорируя решения Буковинского народного веча и Всенародного конгресса венгерских русинов, по настоянию стран Антанты Северная Буковина была включена в состав Румынии, а Закарпатье, на правах автономной единицы — в состав Чехословакии. Сформированная после вступления в силу договора Директория Подкарпатской Руси, ввиду игнорирования Чехословацким правительством её требований, самораспустилась уже в феврале 1920 года, Генеральный устав по организации и администрации в Подкарпатской Руси был отменён в декабре того же года, реально положение об автономии Подкарпатской Руси в составе Чехословакии было реализовано лишь в 1938 году. | Сен-Жерменский мирный договор между странами Антанты и их союзниками и Австрией — игнорируя решения Буковинского народного веча и Всенародного конгресса венгерских русинов, по настоянию стран Антанты Северная Буковина была включена в состав Румынии, а Закарпатье, на правах автономной единицы — в состав Чехословакии. Сформированная после вступления в силу договора Директория Подкарпатской Руси, ввиду игнорирования Чехословацким правительством её требований, самораспустилась уже в феврале 1920 года, Генеральный устав по организации и администрации в Подкарпатской Руси был отменён в декабре того же года, реально положение об автономии Подкарпатской Руси в составе Чехословакии было реализовано лишь в 1938 году. |
| 1920 | | |
| Апрель | Варшавский договор с Польшей — была установлена граница между Польшей и Украиной по реке Збруч через Волынь до реки Припять, к Польше переходили Восточная Галичина, Холмщина, Подляшье, частично Полесье и семь повятов Волыни (территория с почти 10-миллионным населением, в основном украинским). | Варшавский договор с Польшей — была установлена граница между Польшей и Украиной по реке Збруч через Волынь до реки Припять, к Польше переходили Восточная Галичина, Холмщина, Подляшье, частично Полесье и семь повятов Волыни (территория с почти 10-миллионным населением, в основном украинским). |
| Ноябрь | Провал Северно-Таврийской операции — РККА и РПАУ с территории Украины окончательно выбита белая Русская армия После занятия большевиками Каменца-Подольского Правительство Украинской Народной Республики отправляется в изгнание. | Провал Северно-Таврийской операции — РККА и РПАУ с территории Украины окончательно выбита белая Русская армия После занятия большевиками Каменца-Подольского Правительство Украинской Народной Республики отправляется в изгнание. |
| Окончание гражданской войны на Украине — Украина разделена между большевиками, Польшей, Румынией и Чехословакией | | |
| Август | Близ Каменки остатки Революционной повстанческой армии Украины с боем отступили на территорию Румынии — большевиками ликвидирована Вольная территория. | Близ Каменки остатки Революционной повстанческой армии Украины с боем отступили на территорию Румынии — большевиками ликвидирована Вольная территория. |
| Ноябрь | Под Базаром большевиками окончательно разбиты силы Украинской Народной Республики. | Под Базаром большевиками окончательно разбиты силы Украинской Народной Республики. |

### В советский период
| Месяц | Изменения | Изменения |
| 1918 | 1918 | 1918 |
| --- | --- | --- |
| Ноябрь | В Курске, с целю политического прикрытия планируемого наступления на Украине, постановлением ЦК РКП(б) создано Временное рабоче-крестьянское правительство Украины (ВРКПУ) С занятия сербским отрядом «Союзной зоны» (Одесский порт, несколько морских кварталов, Николаевский бульвар) в Одессе начинается интервенция Антанты на юге Украины. В дальнейшем к сербскому контингенту Антанты присоединяются польские легионеры, французы, греки, румыны и местные отряды белогвардейцев | — |
| Декабрь | С разрешения гетмана Донская армия «для поддержания порядка» заняла Луганск и его район, при этом официально провозгласив, что не претендует на украинские земли, но уже к январю 1919 года была выбита с данной территории Рабоче-крестьянской Красной армией (РККА). Антигетманское восстание — режим Скоропадского низвергнут Директорией, восстановлена Украинская Народная Республика (УНР). РККА, без объявления войны, возобновляет боевые действия против УНР | С разрешения гетмана Донская армия «для поддержания порядка» заняла Луганск и его район, при этом официально провозгласив, что не претендует на украинские земли, но уже к январю 1919 года была выбита с данной территории Рабоче-крестьянской Красной армией (РККА). Антигетманское восстание — режим Скоропадского низвергнут Директорией, восстановлена Украинская Народная Республика (УНР). РККА, без объявления войны, возобновляет боевые действия против УНР |
| 1919 | | |
| Февраль | Формирование административно-территориальной структуры Советской Украины берёт своё начало от создания сельсоветов как низового звена управления. Согласно Положению правительства Советской Украины об организации местных органов советской власти и управления от 30 ноября 1918-го и 5 февраля 1919 года они были созданы даже в наименьших сёлах: по состоянию на начало 1920-го количество сельсоветов достигло почти 15 тысяч. На временной основе из Бахмутского и Славяносербского уездов Екатеринославской губернии создана Донецкая губерния; центр — Луганск (с января 1920-го). | Формирование административно-территориальной структуры Советской Украины берёт своё начало от создания сельсоветов как низового звена управления. Согласно Положению правительства Советской Украины об организации местных органов советской власти и управления от 30 ноября 1918-го и 5 февраля 1919 года они были созданы даже в наименьших сёлах: по состоянию на начало 1920-го количество сельсоветов достигло почти 15 тысяч. На временной основе из Бахмутского и Славяносербского уездов Екатеринославской губернии создана Донецкая губерния; центр — Луганск (с января 1920-го). |
| Украинская Социалистическая Советская Республика                                                                                         | | |
| Март | В ходе наступления Украинского фронта Рабоче-крестьянской Красной армии в противовес Украинской Народной Республике большевиками на Третьем Всеукраинском съезде Советов была провозглашена независимая Украинская Социалистическая Советская Республика. УССР на момент создания декларировала свою власть на территории Волынской, Донецкой, Екатеринославской, Киевской, Подольской, Полтавской, Харьковской, Херсонской, Черниговской и континентальной части Таврической губернии, главными городами считались Киев и Харьков в зависимости от того, где в тот период пребывали властные структуры | |
| Апрель | Одесская эвакуация — под давлением войск атамана Григорьева последние силы Антанты (французы, греки, польские легионеры и румыны) и союзные им белогвардейцы эвакуированы из Одессы и её окрестностей. Окончание интервенции Антанты на юге Украины | Одесская эвакуация — под давлением войск атамана Григорьева последние силы Антанты (французы, греки, польские легионеры и румыны) и союзные им белогвардейцы эвакуированы из Одессы и её окрестностей. Окончание интервенции Антанты на юге Украины |
| Апрель | Из Херсонской губернии выделен Криворожский уезд и передан в состав Екатеринославской губернии. Из Херсонской губернии (де-юре) выделена Одесская в составе Ананьевского, Одесского и Тираспольского уездов, однако фактическая реализация выделения застопорилась ввиду наступления ВСЮР | Из Херсонской губернии выделен Криворожский уезд и передан в состав Екатеринославской губернии. Из Херсонской губернии (де-юре) выделена Одесская в составе Ананьевского, Одесского и Тираспольского уездов, однако фактическая реализация выделения застопорилась ввиду наступления ВСЮР |
| Май | Румынско-польская оккупация Покутья. В захваченной большевиками Одессе была провозглашена Бессарабская Социалистическая Советская Республика. Её территорией провозглашались районы Тираспольского уезда Херсонской губернии, Балтского и Ольгопольского уездов Подольской губернии, временной столицей — Тирасполь. Кроме того, большевиками было поднято неудачное восстание в находившихся под румынским контролем Бендерах. Однако формирование республики было прервано последовавшим наступлением белогвардейцев. Белогвардейские Вооружённые силы Юга России (ВСЮР, позже — Русская армия), окончательно разбив войска Украинского фронта РККА в боях за Донбасс, разворачивают масштабное наступление на Украине, оккупировав её значительную часть и установив режим военной диктатуры во главе с Антоном Деникиным (Юг России, «Деникинщина», после перехода власти к Петру Врангелю в апреле 1920 года — «Врангелевщина»). В июне 1919 года данный режим признал власть Верховного правителя России Александра Колчака, к сентябрю — образовал на подконтрольной территории Украины 3 области: Харьковскую, Новороссийскую и Киевскую. | — — |
| Май | В состав РСФСР переданы Мглинский, Новозыбковский, Стародубский и Суражский уезды Черниговской губернии. | В состав РСФСР переданы Мглинский, Новозыбковский, Стародубский и Суражский уезды Черниговской губернии. |
| Август | На основе анархистского повстанческого движения Нестором Махно организована Революционно-повстанческая армия Украины (РПАУ). В октябре на занятых ей территориях Екатеринославщины, Херсонщины и Северной Таврии провозглашена анархистская Южноукраинская трудовая федерация (Вольная территория) с центром в Гуляй-Поле. | |
| Сентябрь | Сен-Жерменский мирный договор между странами Антанты и их союзниками и Австрией — игнорируя решения Буковинского народного веча и Всенародного конгресса венгерских русинов, по настоянию стран Антанты Северная Буковина была включена в состав Румынии, а Закарпатье, на правах автономной единицы — в состав Чехословакии. УССР официально заявила, что считает «присоединение Буковины к Румынии … с точки зрения международного права недействительным». | Сен-Жерменский мирный договор между странами Антанты и их союзниками и Австрией — игнорируя решения Буковинского народного веча и Всенародного конгресса венгерских русинов, по настоянию стран Антанты Северная Буковина была включена в состав Румынии, а Закарпатье, на правах автономной единицы — в состав Чехословакии. УССР официально заявила, что считает «присоединение Буковины к Румынии … с точки зрения международного права недействительным». |
| 1920 | | |
| Январь | Из Херсонской губернии повторно (де-факто) выделена Одесская с дополнительным включением в её состав почти всего Балтского уезда Подольской губернии. | Из Херсонской губернии повторно (де-факто) выделена Одесская с дополнительным включением в её состав почти всего Балтского уезда Подольской губернии. |
| Апрель | Создана Административно-территориальная комиссия при НКВД УССР. | Создана Административно-территориальная комиссия при НКВД УССР. |
| Апрель | В состав Донецкой губернии включены: Славянская, Белянская, Николаевская, Закотянская волости Изюмского уезда Харьковской губернии; Бахмутский, Луганский и Мариупольский уезды Екатеринославской губернии; станицы Гундоровская, Каменская, Калитвенская, Усть-Белокалитвенская, волость Карпово-Обрывская (Карпово-Обрывский) Донецкого округа, Таганрогский округ, части Черкасского округа (станицы Владимирская, Александровская, далее на запад условная линия: станция Казачьи лагери, Мало-Несветайская — Нижне-Крепенская и далее до границы с Таганрогским округом) Области войска Донского. | В состав Донецкой губернии включены: Славянская, Белянская, Николаевская, Закотянская волости Изюмского уезда Харьковской губернии; Бахмутский, Луганский и Мариупольский уезды Екатеринославской губернии; станицы Гундоровская, Каменская, Калитвенская, Усть-Белокалитвенская, волость Карпово-Обрывская (Карпово-Обрывский) Донецкого округа, Таганрогский округ, части Черкасского округа (станицы Владимирская, Александровская, далее на запад условная линия: станция Казачьи лагери, Мало-Несветайская — Нижне-Крепенская и далее до границы с Таганрогским округом) Области войска Донского. |
| Июль | В ходе Советско-польской войны большевиками в Киеве создан Галицкий революционный комитет (Галревком), провозгласивший 15 июля Галицкую социалистическую советскую республику на территории Восточной Галичины. После занятия РККА Тернополя Галревком разместился в нём. К осени было создано Галицкое бюро при ЦК КП(б)У. Коммунистическая партия Восточной Галичины, до 1920 года считавшаяся областной организацией КП(б)У, была создана ещё в 1919 году. ГССР и Галревком были ликвидированы к концу сентября 1920 года в ходе контрнаступления польской армии. | |
| Июль | Из континентальной части Таврической (Бердянский и Мелитопольский уезды) и Александровского уезда Екатеринославской губернии сформирована Александровская губерния. Из Золотоношского, Кременчугского и Хорольского уездов Полтавской губернии, Чигиринского и Черкасского уездов Киевской губернии, Александрийского уезда Херсонской губернии сформирована Кременчугская губерния с центром в Кременчуге (в итоге — 12 губерний). | Из континентальной части Таврической (Бердянский и Мелитопольский уезды) и Александровского уезда Екатеринославской губернии сформирована Александровская губерния. Из Золотоношского, Кременчугского и Хорольского уездов Полтавской губернии, Чигиринского и Черкасского уездов Киевской губернии, Александрийского уезда Херсонской губернии сформирована Кременчугская губерния с центром в Кременчуге (в итоге — 12 губерний). |
| Октябрь | Бессарабский протокол между Румынией и государствами Антанты — государства Антанты признают аннексию Бессарабии Румынией. УССР и РСФСР заявили, что не признают «сколько-нибудь правомочным соглашение, касающееся Бессарабии» | Бессарабский протокол между Румынией и государствами Антанты — государства Антанты признают аннексию Бессарабии Румынией. УССР и РСФСР заявили, что не признают «сколько-нибудь правомочным соглашение, касающееся Бессарабии» |
| Ноябрь | Провал Северно-Таврийской операции — с территории УССР окончательно выбита белая Русская армия. | Провал Северно-Таврийской операции — с территории УССР окончательно выбита белая Русская армия. |
| Ноябрь | Административный центр Донецкой губернии перенесён из Луганска в Бахмут. | Административный центр Донецкой губернии перенесён из Луганска в Бахмут. |
| Окончание гражданской войны на Украине, большевики окончательно берут под контроль заявленную территорию УССР                            | | |
| Январь | Центр Херсонской губернии перенесён в Николаев, а сама губерния переименована в Николаевскую | Центр Херсонской губернии перенесён в Николаев, а сама губерния переименована в Николаевскую |
| Март | Рижский мир с Польшей — признано включение в состав Польши Западной Украины (Восточной Галичины, Холмщины и части Волыни); по линии фактического соприкосновения армий, без учёта этнических и исторических принципов, установлена условная (окончательная установлена польско-советской комиссией к 1924 году) западная граница УССР, которая проходила следующим образом: в общем направлении к железной дороге Олевск — Сарны, пересекая её между станцией Остки и станцией Сновидовичи, оставляя на стороне Украины деревни Войтковичи, Собичин, Михайловка и Будки-Сновидовичские, на стороне Польши деревни Радзивиловичи, Рачков, Беловижская, Беловижа и Сновидовичи; далее в общем направлении на деревню Мышаковка, оставляя на стороне Украины деревни Майдан, Голышевский, Задеревье, Мариамполь, Жолны, Кленовая и Рудня Клен, а на стороне Польши деревни Дерт, Окопы, Нетрева, Воняче, Перелысянка, Новая Гута и Мышаковка; далее к устью реки Корчик, оставляя деревню Млынок на стороне Украины; далее вверх по реке Корчик, оставляя город Корец на стороне Польши; далее в общем направлении на деревню Милятин, оставляя деревни Поддубцы, Киликиев, Должки, Параевка, Улапиановка и Марьяновка на стороне Украины, а деревни Богдановка, Черница, Крылов, Майково, Долга, Фридерланд, Куражский поруб и Милятин на стороне Польши; далее вдоль дороги из деревни Милятин в город Острог, оставляя деревни Мощановка, Кривин и Соловье на стороне Украины, а деревни Мошаница, Бодовка, Вельбовно, город Острог и дорогу на стороне Польши; далее вверх по реке Вилия до деревни Ходаки, которая остаётся на стороне Польши; далее в общем направлении на город Белозерка, оставляя на стороне Украины деревни Большая Боровица, Степановка, Баймаки северные и южные, Лиски, Сивки, Волоски, город Ямполь, деревни Дедковцы, Вязовец и Кривчики, а на стороне Польши деревни Боложевка, Садки, Оборы, Шкроботовка, Паньковцы, Грибова, Лысогорка, Молодьков и город Белозерка; далее к реке Збруч, оставляя дорогу и деревню Щасновка на стороне Польши; далее вдоль реки Збруч, до впадения её в реку Днестр. | Рижский мир с Польшей — признано включение в состав Польши Западной Украины (Восточной Галичины, Холмщины и части Волыни); по линии фактического соприкосновения армий, без учёта этнических и исторических принципов, установлена условная (окончательная установлена польско-советской комиссией к 1924 году) западная граница УССР, которая проходила следующим образом: в общем направлении к железной дороге Олевск — Сарны, пересекая её между станцией Остки и станцией Сновидовичи, оставляя на стороне Украины деревни Войтковичи, Собичин, Михайловка и Будки-Сновидовичские, на стороне Польши деревни Радзивиловичи, Рачков, Беловижская, Беловижа и Сновидовичи; далее в общем направлении на деревню Мышаковка, оставляя на стороне Украины деревни Майдан, Голышевский, Задеревье, Мариамполь, Жолны, Кленовая и Рудня Клен, а на стороне Польши деревни Дерт, Окопы, Нетрева, Воняче, Перелысянка, Новая Гута и Мышаковка; далее к устью реки Корчик, оставляя деревню Млынок на стороне Украины; далее вверх по реке Корчик, оставляя город Корец на стороне Польши; далее в общем направлении на деревню Милятин, оставляя деревни Поддубцы, Киликиев, Должки, Параевка, Улапиановка и Марьяновка на стороне Украины, а деревни Богдановка, Черница, Крылов, Майково, Долга, Фридерланд, Куражский поруб и Милятин на стороне Польши; далее вдоль дороги из деревни Милятин в город Острог, оставляя деревни Мощановка, Кривин и Соловье на стороне Украины, а деревни Мошаница, Бодовка, Вельбовно, город Острог и дорогу на стороне Польши; далее вверх по реке Вилия до деревни Ходаки, которая остаётся на стороне Польши; далее в общем направлении на город Белозерка, оставляя на стороне Украины деревни Большая Боровица, Степановка, Баймаки северные и южные, Лиски, Сивки, Волоски, город Ямполь, деревни Дедковцы, Вязовец и Кривчики, а на стороне Польши деревни Боложевка, Садки, Оборы, Шкроботовка, Паньковцы, Грибова, Лысогорка, Молодьков и город Белозерка; далее к реке Збруч, оставляя дорогу и деревню Щасновка на стороне Польши; далее вдоль реки Збруч, до впадения её в реку Днестр. |
| Март | Александровская губерния переименована в Запорожскую, её центр Александровск — в Запорожье. | Александровская губерния переименована в Запорожскую, её центр Александровск — в Запорожье. |
| Апрель | Переяславский уезд Полтавской губернии передан Киевской губернии. | |
| Август | Близ Каменки остатки Революционно-повстанческой армии Украины с боем отступили на территорию Румынии — окончательно ликвидирована Вольная территория. | Близ Каменки остатки Революционно-повстанческой армии Украины с боем отступили на территорию Румынии — окончательно ликвидирована Вольная территория. |
| Сентябрь | Захарьевская, Стародубская, Новоспасовская, Петровская волости Мариупольского уезда Донецкой губернии были переданы в Бердянский уезд Запорожской губернии. Волость Белень[с]кая Екатеринославского уезда Екатеринославской губернии была передана в состав Александровского уезда Запорожской губернии. | Захарьевская, Стародубская, Новоспасовская, Петровская волости Мариупольского уезда Донецкой губернии были переданы в Бердянский уезд Запорожской губернии. Волость Белень[с]кая Екатеринославского уезда Екатеринославской губернии была передана в состав Александровского уезда Запорожской губернии. |
| Ноябрь | Под Базаром окончательно разбиты силы Украинской Народной Республики. | Под Базаром окончательно разбиты силы Украинской Народной Республики. |
| 1922 | | |
| Октябрь | Николаевская губерния включена в состав Одесской, Запорожская губерния — в состав Екатеринославской, Кременчугская губерния разделена между Полтавской, Киевской и Екатеринославской губерниями. Приняты основы административно-территориального устройства УССР, то есть предстоящей реформы. | Николаевская губерния включена в состав Одесской, Запорожская губерния — в состав Екатеринославской, Кременчугская губерния разделена между Полтавской, Киевской и Екатеринославской губерниями. Приняты основы административно-территориального устройства УССР, то есть предстоящей реформы. |
| Ноябрь | Вместо Административно-территориальной комиссии при НКВД УССР при ВУЦИК создана Центральная административно-территориальная комиссия. | Вместо Административно-территориальной комиссии при НКВД УССР при ВУЦИК создана Центральная административно-территориальная комиссия. |
| Декабрь | Вхождение Украинской ССР в состав СССР. | |
| 1923 | | |
| Январь | Начата административно-территориальная реформа образованием окружных (уездных) центров и округов (уездов) на Подолье и Черниговщине. | Начата административно-территориальная реформа образованием окружных (уездных) центров и округов (уездов) на Подолье и Черниговщине. |
| Март | Образованы окружные (уездные) центры и округи (уезды) с районами (волостями) на Волыни, Донеччине, Екатеринославщине, Киевщине, Одесчине, Подолье, Полтавщине, Харьковщине, Черниговщине. | Образованы окружные (уездные) центры и округи (уезды) с районами (волостями) на Волыни, Донеччине, Екатеринославщине, Киевщине, Одесчине, Подолье, Полтавщине, Харьковщине, Черниговщине. |
| Март | Вышло Постановление «О порядке организации Исполнительного Комитета в новообразованных округах, районах и сельских посёлках». | Вышло Постановление «О порядке организации Исполнительного Комитета в новообразованных округах, районах и сельских посёлках». |
| Апрель | Завершена административно-территориальная реформа (четырёхступчатая: центр (республика) — губерния — округ (уезд) — район (волость)) образованием 9 губерний (вместо 12) и 53 округов (вместо 102 уездов) разделённых на 706 районов (вместо 1989 волостей) с 9307 сельсоветов (вместо 15696). | Завершена административно-территориальная реформа (четырёхступчатая: центр (республика) — губерния — округ (уезд) — район (волость)) образованием 9 губерний (вместо 12) и 53 округов (вместо 102 уездов) разделённых на 706 районов (вместо 1989 волостей) с 9307 сельсоветов (вместо 15696). |
| Июль | Принято Положение о сельских Советах. | Принято Положение о сельских Советах. |
| Июль | Харьков определён столицей республики. | Харьков определён столицей республики. |
| 1924 [ К 2 ] | | |
| Апрель | Утверждена «Инструкция о порядке причисления заселённых пунктов к разряду городских и сельских поселений». | Утверждена «Инструкция о порядке причисления заселённых пунктов к разряду городских и сельских поселений». |
| Август | В рамках политики коренизации начат процесс создания национальных административно-территориальных единиц — национальных районов, посёлковых и сельских советов. За весь период проведения данной политики было создано 32 национальных района и 1 район смешанного типа, по состоянию на 1932 год также существовало 1112 сельских и 65 поселковых национальных совета. С начала 1930-х годов коренизация начала сворачиваться. | В рамках политики коренизации начат процесс создания национальных административно-территориальных единиц — национальных районов, посёлковых и сельских советов. За весь период проведения данной политики было создано 32 национальных района и 1 район смешанного типа, по состоянию на 1932 год также существовало 1112 сельских и 65 поселковых национальных совета. С начала 1930-х годов коренизация начала сворачиваться. |
| Сентябрь | На территории Аккерманского, Измаильского, Кагульского и Бендеского уездов Бессарабского губернаторства Королевства Румыния большевистским Южным революционным комитетом было организовано антирумынское Татарбунарское восстание. К концу месяца оно было подавлено румынскими войсками. | На территории Аккерманского, Измаильского, Кагульского и Бендеского уездов Бессарабского губернаторства Королевства Румыния большевистским Южным революционным комитетом было организовано антирумынское Татарбунарское восстание. К концу месяца оно было подавлено румынскими войсками. |
| Октябрь | Принято Положение о местных (районных и сельских) советах. | Принято Положение о местных (районных и сельских) советах. |
| Октябрь | В составе УССР создана Автономная Молдавская ССР (11 районов Одесского, Балтского и Тульчинского округов (582 населённых пункта, 126 сельсоветов) с населением 540567 чел. (данные 1925 г.)). Её границы определены следующим образом: с северо-запада по северо-западной границе селитебных отводов сёл Грушки и Окницы Велико-Косницкого района Тульчинского округа Подольской губернии; дальше уходя по границе Каменского района Тульчинского округа Подольской губернии, оставляя в стороне село Болганы и городок Загнитков, направляясь далее в направлении к сёлам Писаревка и Петровка Крутянского района Балтского округа Одесской губернии, направляясь дальше в направлении к станции Борщи и сёл Гидерим, Пасицелы, Осиповка [у с. Жеребково]; с востока — по восточной границе села Михайловка в направлении к городу Ананьев, Валегоцулова, Антоновки, Еленовки (Елено-Корицкого), Ново-Александровки, слободы Плос[к]ой, Граденицы, города Тирасполя, хутора Слободзейского, далее по Кучурганскому лиману через озеро Плоское в направлении к хуторам села Троицкого; с запада и юго-запада по государственной границе СССР. Де-юре в её состав также включалась Бессарабия де-факто контролировавшаяся Румынией. | В составе УССР создана Автономная Молдавская ССР (11 районов Одесского, Балтского и Тульчинского округов (582 населённых пункта, 126 сельсоветов) с населением 540567 чел. (данные 1925 г.)). Её границы определены следующим образом: с северо-запада по северо-западной границе селитебных отводов сёл Грушки и Окницы Велико-Косницкого района Тульчинского округа Подольской губернии; дальше уходя по границе Каменского района Тульчинского округа Подольской губернии, оставляя в стороне село Болганы и городок Загнитков, направляясь далее в направлении к сёлам Писаревка и Петровка Крутянского района Балтского округа Одесской губернии, направляясь дальше в направлении к станции Борщи и сёл Гидерим, Пасицелы, Осиповка [у с. Жеребково]; с востока — по восточной границе села Михайловка в направлении к городу Ананьев, Валегоцулова, Антоновки, Еленовки (Елено-Корицкого), Ново-Александровки, слободы Плос[к]ой, Граденицы, города Тирасполя, хутора Слободзейского, далее по Кучурганскому лиману через озеро Плоское в направлении к хуторам села Троицкого; с запада и юго-запада по государственной границе СССР. Де-юре в её состав также включалась Бессарабия де-факто контролировавшаяся Румынией. |
| Ноябрь | Расформирован Балтский округ Одесской губернии — город Балта и прилегающую к нему часть Балтского района переданы в состав АМССР, остальные его части разделены между другими округами Одесской губернии. Балта становится резиденцией Ревкома АМССР. | |
| 1925 | | |
| Март | Утверждено новое положение о административно-территориальных комиссиях. | Утверждено новое положение о административно-территориальных комиссиях. |
| Апрель | Из состава Гросуловского района Одесского округа Одесской губернии в состав АМССР переданы: совхоз «Коцюбинщина», сёла Павловка, Степановка, Ивано-Бузиновка и хутор Александровка. | Из состава Гросуловского района Одесского округа Одесской губернии в состав АМССР переданы: совхоз «Коцюбинщина», сёла Павловка, Степановка, Ивано-Бузиновка и хутор Александровка. |
| Июнь | На территории Украины отменено губернское деление. Вместо него введено деление на АР (АМССР) и 41 округ: Артёмовский, Белоцерковский, Бердичевский, Винницкий, Екатеринославский, Житомирский, Запорожский, Зиновьевский, Иэюмский, Каменецкий, Киевский, Конотопский, Коростенский, Кременчугский, Купянский, Криворожский, Лубенский, Луганский, Мариупольский, Мелитопольский, Могилевский, Николаевский, Нежинский, Новгород-Северский, Одесский, Павлоградский, Первомайский, Полтавский, Прилукский, Проскуровский, Роменский, Старобельский, Сумской, Тульчинский, Уманский, Харьковский, Херсонский, Черкасский, Черниговский, Шепетовский и Сталинский. Расформированы Ахтырский (Харьковской губернии), Александрийский и Бердянский (Екатеринославской губернии), Золотоношский и Красноградский (Полтавской губернии), Шевченковский (Киевской губернии), Гайсинский (Подольской губернии) и Сновский (Черниговской губернии) округа. | |
| Октябрь | В состав РСФСР переданы: Фёдоровский, Николаевский (с городом Таганрогом), Матвеево-Курганский, Советинский, Голодаевский районы и восточная часть Екатериновского района (Екатериновка) Таганрогского округа, Глубокинский, Ленинский (Ленина), Каменский, Усть-Белокалитвенский, Владимирский (Владимировская), Сулинский, Шахтинский (с городом Шахты) районы и части территории Сорокинского и Алексеевского районов (Алексеевка) Шахтинского округа. В связи с этим граница РСФСР и УССР устанавливалась по такой линии: Сорокинский район рекой Северский Донец был разбит на две части, из которых северная отошла в РСФСР, а южная осталась в пределах УССР; далее граница шла по реке Северный Донец вплоть до впадения в неё реки Большой Каменки; станица Гундоровская в установленных границах землепользования отошла к РСФСР, причем при установлении внешних границ землепользования станицы Гундоровской рудники не вошли во внутреннюю черту и остались за УССР; дальше граница прошла по реке Большой Каменке, причем хутора Нижний Шевырев и Плешаков отошли в РСФСР, а хутора Власов и Королев остались за УССР с тем, что землепользование всех этих хуторов осталось без изменения до производства землеустроительных работ; далее граница проходила между землепользованиями совхоза «Красная Могила» (бывшее Провалье) и хуторами Ковалево, Платово и Гуково, отсюда граница шла по меже села Криничного, захватывая хутор Добрыднев, то есть по границе Шараповского района (Шарапкино); далее, проходя по территории Алексеевского района и оставляя в пределах УССР землепользования станицы Астаховой (за исключением Дарьино-Ермаковского сельсовета — см. #1944) и хуторов Н. Ефремовского, Н. Александровского и В. Тузловского, граница доходила до Таганрогского округа и, проходя по старой окружной границе Шахтинского и Таганрогского округов на протяжении 5 верст, шла по направлению реке Тузлово по районной границе между Голодаевским и Дмитриевским (Дмитровка) районами до реки Миус; далее граница шла по реке Миус по границам землепользования между селами Мариновкой, Григорьевкой и Голодаевкой так, что села Мариновка и Григорьевка остались в пределах УССР, а село Голодаевка отошло к РСФСР; проходя далее по границе землепользования немецких колоний Вишлеровки, Мариенгейм и Густав Фельд, причем эти колонии отошли к РСФСР, граница шла по Амвросийской районной границе до речки Средний Еланчик; далее граница была установлена по землепользованиям села Покрово-Киреевки, хуторов Екатеринославского, Слюсарево до балки Грузский Еланчик, оставляя северо-западную часть Екатериновского района в пределах УССР; далее граница шла по балке Грузский Еланчик вплоть до границы Мариупольского округа. В состав Белорусской ССР переданы: северо-западная часть территории Олевского района Коростенского округа с проведением границы между БССР и УССР, начиная от границы между СССР и Польшей, вблизи урочища Погребище — к востоку на урочище Погребище и далее на урочища Курган, Каменица, Плоска и Ясное; северная часть территории Олевского района с деревней Копище Коростеньского округа по границе урочища Кривульки и острова Козьи Ноги; северная часть территории Словечанского района Коростеньского округа с деревней Жидовка и хутором Пластов с проведением границ от урочищ Антоновский Остров и далее на урочище Большая Речица, Толкачи, Брод. Смолково, Воронов, Дуплиха, Кожушница и Свинорой до урочища Жидова; северная часть территории Овручского района Коростеньского округа, лежащая на левом берегу реки Словечно, между деревнями Гажин и Новая Рудня. | В состав РСФСР переданы: Фёдоровский, Николаевский (с городом Таганрогом), Матвеево-Курганский, Советинский, Голодаевский районы и восточная часть Екатериновского района (Екатериновка) Таганрогского округа, Глубокинский, Ленинский (Ленина), Каменский, Усть-Белокалитвенский, Владимирский (Владимировская), Сулинский, Шахтинский (с городом Шахты) районы и части территории Сорокинского и Алексеевского районов (Алексеевка) Шахтинского округа. В связи с этим граница РСФСР и УССР устанавливалась по такой линии: Сорокинский район рекой Северский Донец был разбит на две части, из которых северная отошла в РСФСР, а южная осталась в пределах УССР; далее граница шла по реке Северный Донец вплоть до впадения в неё реки Большой Каменки; станица Гундоровская в установленных границах землепользования отошла к РСФСР, причем при установлении внешних границ землепользования станицы Гундоровской рудники не вошли во внутреннюю черту и остались за УССР; дальше граница прошла по реке Большой Каменке, причем хутора Нижний Шевырев и Плешаков отошли в РСФСР, а хутора Власов и Королев остались за УССР с тем, что землепользование всех этих хуторов осталось без изменения до производства землеустроительных работ; далее граница проходила между землепользованиями совхоза «Красная Могила» (бывшее Провалье) и хуторами Ковалево, Платово и Гуково, отсюда граница шла по меже села Криничного, захватывая хутор Добрыднев, то есть по границе Шараповского района (Шарапкино); далее, проходя по территории Алексеевского района и оставляя в пределах УССР землепользования станицы Астаховой (за исключением Дарьино-Ермаковского сельсовета — см. #1944) и хуторов Н. Ефремовского, Н. Александровского и В. Тузловского, граница доходила до Таганрогского округа и, проходя по старой окружной границе Шахтинского и Таганрогского округов на протяжении 5 верст, шла по направлению реке Тузлово по районной границе между Голодаевским и Дмитриевским (Дмитровка) районами до реки Миус; далее граница шла по реке Миус по границам землепользования между селами Мариновкой, Григорьевкой и Голодаевкой так, что села Мариновка и Григорьевка остались в пределах УССР, а село Голодаевка отошло к РСФСР; проходя далее по границе землепользования немецких колоний Вишлеровки, Мариенгейм и Густав Фельд, причем эти колонии отошли к РСФСР, граница шла по Амвросийской районной границе до речки Средний Еланчик; далее граница была установлена по землепользованиям села Покрово-Киреевки, хуторов Екатеринославского, Слюсарево до балки Грузский Еланчик, оставляя северо-западную часть Екатериновского района в пределах УССР; далее граница шла по балке Грузский Еланчик вплоть до границы Мариупольского округа. В состав Белорусской ССР переданы: северо-западная часть территории Олевского района Коростенского округа с проведением границы между БССР и УССР, начиная от границы между СССР и Польшей, вблизи урочища Погребище — к востоку на урочище Погребище и далее на урочища Курган, Каменица, Плоска и Ясное; северная часть территории Олевского района с деревней Копище Коростеньского округа по границе урочища Кривульки и острова Козьи Ноги; северная часть территории Словечанского района Коростеньского округа с деревней Жидовка и хутором Пластов с проведением границ от урочищ Антоновский Остров и далее на урочище Большая Речица, Толкачи, Брод. Смолково, Воронов, Дуплиха, Кожушница и Свинорой до урочища Жидова; северная часть территории Овручского района Коростеньского округа, лежащая на левом берегу реки Словечно, между деревнями Гажин и Новая Рудня. |
| Октябрь | Из состава РСФСР переданы: Семёновская волость Новозыбковского уезда Гомельской губернии, селение Знобь Трубчевской волости Почепского уезда, селения Фотевиж, Барановка, Демьяновка, Муравейня, Толстодубово, Сельцо-Никитское, Сетное, деревня Грудская Севского уезда Брянской губернии, бывший Путивльский уезд (с городом Путивлем) Курской губернии, за исключением бывшей Крупецкой волости (в состав Глуховского округа); бывшая Криничевская волость бывшего Суджанского уезда Курской губернии (в состав Сумского округа); южная часть Грайворонской волости Грайворонского уезда и южная часть Муромской волости Белгородского уезда Курской губернии (в состав Харьковского округа); Троицкая волость и часть Уразовской волости Валуйского уезда Воронежской губернии (в состав Купянского округа). Из состава Белорусской ССР передана территория, подведомственная Зосинцовскому сельскому совету Каролинского района Мозырского округа (в состав Коростенского округа). | Из состава РСФСР переданы: Семёновская волость Новозыбковского уезда Гомельской губернии, селение Знобь Трубчевской волости Почепского уезда, селения Фотевиж, Барановка, Демьяновка, Муравейня, Толстодубово, Сельцо-Никитское, Сетное, деревня Грудская Севского уезда Брянской губернии, бывший Путивльский уезд (с городом Путивлем) Курской губернии, за исключением бывшей Крупецкой волости (в состав Глуховского округа); бывшая Криничевская волость бывшего Суджанского уезда Курской губернии (в состав Сумского округа); южная часть Грайворонской волости Грайворонского уезда и южная часть Муромской волости Белгородского уезда Курской губернии (в состав Харьковского округа); Троицкая волость и часть Уразовской волости Валуйского уезда Воронежской губернии (в состав Купянского округа). Из состава Белорусской ССР передана территория, подведомственная Зосинцовскому сельскому совету Каролинского района Мозырского округа (в состав Коростенского округа). |
| 1926 [ К 4 ] | | |
| Март | Песчанский сельский совет передан от Павлоградского округа Екатеринославскому округу. | Песчанский сельский совет передан от Павлоградского округа Екатеринославскому округу. |
| Июнь | Павлоградский округ присоединён к Екатеринославскому. | Павлоградский округ присоединён к Екатеринославскому. |
| Июль | Лозовский район бывшего Павлоградского округа присоединён к Харьковскому округу. Екатеринослав, центр Екатеринославского округа, переименован в Днепропетровск. | Лозовский район бывшего Павлоградского округа присоединён к Харьковскому округу. Екатеринослав, центр Екатеринославского округа, переименован в Днепропетровск. |
| Сентябрь | Бармашевский, Ново-Александровский, Ново-Николаевский и Константиновский сельсоветы Херсонского округа переданы в состав Николаевского округа. | Бармашевский, Ново-Александровский, Ново-Николаевский и Константиновский сельсоветы Херсонского округа переданы в состав Николаевского округа. |
| Октябрь | В состав АМССР переданы: сёла Болган, Нижняя Слободка [ныне в составе с. Трибусовка], Грабаровка, Сербовский, Кодымский, Французский, Будеиский сельсоветы Тульчинского округа; села Ивано-Богословка, Шайки, Миролюбовка, Старая и Новая Андрияшевка Одесского округа. | В состав АМССР переданы: сёла Болган, Нижняя Слободка [ныне в составе с. Трибусовка], Грабаровка, Сербовский, Кодымский, Французский, Будеиский сельсоветы Тульчинского округа; села Ивано-Богословка, Шайки, Миролюбовка, Старая и Новая Андрияшевка Одесского округа. |
| 1927 | | |
| Январь | Черкасский округ переименован в Шевченковский. | |
| 1928 | | |
| Октябрь | В состав РСФСР переданы: селение Знобь и деревня Грудская Глуховского округа. | В состав РСФСР переданы: селение Знобь и деревня Грудская Глуховского округа. |
| Октябрь | Из состава РСФСР переданы: селения Рашковичи и Смокаревка Хинельской волости Севского уезда Брянской губернии (в состав Глуховского округа); селения Старицы, Прилипки и Огурцово Муромской волости Белгородского уезда, селения Великая Рыбица, Мирополье, Студенки (Студенок), Запселье, Песняки (Пенянка), Александрия, Васильевка и Новая Деревня Миропольской волости Грайворонского уезда Курской губернии (в состав Харьковского округа). | Из состава РСФСР переданы: селения Рашковичи и Смокаревка Хинельской волости Севского уезда Брянской губернии (в состав Глуховского округа); селения Старицы, Прилипки и Огурцово Муромской волости Белгородского уезда, селения Великая Рыбица, Мирополье, Студенки (Студенок), Запселье, Песняки (Пенянка), Александрия, Васильевка и Новая Деревня Миропольской волости Грайворонского уезда Курской губернии (в состав Харьковского округа). |
| 1929 | | |
| Июнь | Столица АМССР перенесена из Балты в Тирасполь. | |
| 1930 | | |
| Июнь | Каменецкий округ присоединён к Проскуровскому, Шепетовский округ присоединён к Бердичевскому, Коростенский округ присоединён к Волынскому, Нежинский округ присоединён к Черниговскому, Глуховский округ присоединён к Конотопскому, Прилукский округ присоединён к Лубенскому, Могилёвский округ присоединён к Винницкому, Изюмский и Купянский округи к Харьковскому, Старобельский округ присоединён к Луганскому, Тульчинский округ разделён между Винницким и Уманским, Первомайский округ разделён между Одесским и Уманским, Роменский округ разделён между Лубенским и Сумским. | Каменецкий округ присоединён к Проскуровскому, Шепетовский округ присоединён к Бердичевскому, Коростенский округ присоединён к Волынскому, Нежинский округ присоединён к Черниговскому, Глуховский округ присоединён к Конотопскому, Прилукский округ присоединён к Лубенскому, Могилёвский округ присоединён к Винницкому, Изюмский и Купянский округи к Харьковскому, Старобельский округ присоединён к Луганскому, Тульчинский округ разделён между Винницким и Уманским, Первомайский округ разделён между Одесским и Уманским, Роменский округ разделён между Лубенским и Сумским. |
| Сентябрь | На территории Украины отменено окружное деление. Вместо него установлено деление на 503 административные единицы: АМССР в составе 11 районов; 18 городов центрального подчинения; 484 района (332 — 1-й категории, 112 — 2-й, 50 — 3-й). | |
| 1931 [ К 5 ] | | |
| Февраль | Расформировано 119 районов. | Расформировано 119 районов. |
| 1932 [ К 6 ] | | |
| Февраль | На территории Украины введено областное деление. Сохранена АМССР, сформированы Харьковская (в составе 82 административных единиц), Киевская (в составе 100 административных единиц), Винницкая (в составе 71 административной единицы), Днепропетровская (в составе 54 административных единиц) и Одесская (в составе 50 административных единиц) области (всего 431 район). 4 города (в том числе Мариупольский горсовет) и 13 промышленных районов Донбасса оставлены в непосредственном подчинении центра. Ряд районов и горсоветов Донбасса и Киевщины укрупнены за счёт присоединения соседних районов. | На территории Украины введено областное деление. Сохранена АМССР, сформированы Харьковская (в составе 82 административных единиц), Киевская (в составе 100 административных единиц), Винницкая (в составе 71 административной единицы), Днепропетровская (в составе 54 административных единиц) и Одесская (в составе 50 административных единиц) области (всего 431 район). 4 города (в том числе Мариупольский горсовет) и 13 промышленных районов Донбасса оставлены в непосредственном подчинении центра. Ряд районов и горсоветов Донбасса и Киевщины укрупнены за счёт присоединения соседних районов. |
| Июль | Из 17 промышленных районов Донбасса, 13 районов переданных от Харьковской области и 5 районов переданных от Днепропетровской области образована Донецкая область с центром в Артёмовске (в том же месяце областной центр перенесён в Сталино). | Из 17 промышленных районов Донбасса, 13 районов переданных от Харьковской области и 5 районов переданных от Днепропетровской области образована Донецкая область с центром в Артёмовске (в том же месяце областной центр перенесён в Сталино). |
| Октябрь | Из 29 районов Киевской области и 7 районов Харьковской области образована Черниговская область с центром в Чернигове. 7 районов Винницкой области переданы в состав Киевской области, 2 района Киевской — в состав Харьковской. | |
| 1933 [ К 7 ] | | |
| Ноябрь | Из 14 районов образован Старобельский округ в составе Донецкой области. | Из 14 районов образован Старобельский округ в составе Донецкой области. |
| 1934 | | |
| Июнь | В состав АМССР передано с. Елено-Корицкое и колхоз «За новую жизнь» Осиповского сельсовета Фрунзовского района Одесской области. Столица УССР перенесена из Харькова в Киев. | В состав АМССР передано с. Елено-Корицкое и колхоз «За новую жизнь» Осиповского сельсовета Фрунзовского района Одесской области. Столица УССР перенесена из Харькова в Киев. |
| 1935 | | |
| Январь | Начало разукрупнения районов: в составе АМССР сформировано 14 административных единиц; в составе Киевской области — 95; в составе Харьковской — 87; в составе Днепропетровской — 63; Донецкой — 51; Одесской — 74; Винницкой — 80; Черниговской — 56. | Начало разукрупнения районов: в составе АМССР сформировано 14 административных единиц; в составе Киевской области — 95; в составе Харьковской — 87; в составе Днепропетровской — 63; Донецкой — 51; Одесской — 74; Винницкой — 80; Черниговской — 56. |
| Май | Образованы 6 приграничных округов: 2 в Киевской области — Коростенский (9 районов) и Новоград-Волынский (6 районов); 4 в Винницкой области — Каменец-Подольский (9 районов), Могилёв-Подольский (6 районов), Проскуровский (9 районов) и Шепетовский (10 районов). | |
| Июнь | Череповецкий, Жуковский и Дмитриевские сельсоветы и хутора Ракиты и Дроганов (артель «8 марта») переданы от Харьковской Черниговской области; Котловский, Москаленковский, Бершадский, Галагановский и Стецевский сельсоветы переданы от Харьковской Киевской области. | Череповецкий, Жуковский и Дмитриевские сельсоветы и хутора Ракиты и Дроганов (артель «8 марта») переданы от Харьковской Черниговской области; Котловский, Москаленковский, Бершадский, Галагановский и Стецевский сельсоветы переданы от Харьковской Киевской области. |
| Ноябрь | Вербоватский, Путятинский, Новорусский и Каховский сельсоветы переданы от Харьковской Днепропетровской области. | Вербоватский, Путятинский, Новорусский и Каховский сельсоветы переданы от Харьковской Днепропетровской области. |
| 1936 | | |
| Март | Бубнищанский сельсовет передан от Харьковской Черниговской области. | Бубнищанский сельсовет передан от Харьковской Черниговской области. |
| Апрель | Из 7 административных единиц образован Житомирский округ в составе Киевской области. | Из 7 административных единиц образован Житомирский округ в составе Киевской области. |
| Украинская Советская Социалистическая Республика                                                                                         | | |
| Декабрь | Украинская Социалистическая Советская Республика переименована в Украинскую Советскую Социалистическую Республику. | Украинская Социалистическая Советская Республика переименована в Украинскую Советскую Социалистическую Республику. |
| 1937 | | |
| Сентябрь | Из Харьковской области выделена Полтавская область в составе 2 городов и 41 района, но к ней присоединены 4 района Киевской области; из Киевской области выделена Житомирская область в составе 3 городов и 26 районов, также к новосозданной области присоединены 1 город и 4 района Винницкой области, а к Винницкой области присоединены 4 района Киевской; из Винницкой области выделена Каменец-Подольская область в составе 3 городов и 33 районов; из Одесской области выделена Николаевская область в составе 3 городов и 29 районов, также к новосозданной области присоединены 9 районов Днепропетровской области. Упразднены Коростенский, Новоград-Волынский, Житомирский округа Киевской области и Каменец-Подольский, Могилёв-Подольский, Проскуровский, Шепетовский округа Винницкой области. | |
| 1938 | | |
| Январь | Автономная Молдавская Социалистическая Советская Республика переименована в Молдавскую Автономную Советскую Социалистическую Республику. | Автономная Молдавская Социалистическая Советская Республика переименована в Молдавскую Автономную Советскую Социалистическую Республику. |
| Июнь | Донецкая область разделена на Сталинскую (10 городов и 22 района) и Ворошиловградскую (4 города и 28 районов). Ликвидирован Старобельский округ Донецкой области. | |
| Октябрь | Вследствие внутриполитического кризиса, вызванного подписанием Мюнхенского соглашения, Подкарпатская Русь получила автономию в составе Чехословакии, предусмотренную ещё Сен-Жерменским мирным договором 1919 года. Её столицей стал Ужгород. Первое правительство автономной Подкарпатской Руси подняло вопрос о присоединении к ней словацкой Пряшевщины, заселенной преимущественно русинами-украинцами. В то же время правительство автономной Словацкой земли, возглавляемое Йозефом Тисо, начало репрессии против местных организаторов движения за присоединение Пряшевщины к Закарпатью. Венгрия и Польша начинают диверсионную кампанию на Закарпатье. | |
| Ноябрь | Первый Венский арбитраж — юго-западные территории Подкарпатской Руси, с городами Ужгород, Мукачево и Берегово (более 12% территории края), переданы Венгрии. В составе Венгрии данные территории получают следующее административное деление: комитат Унг (центр – Ужгород); комитаты Берег и Угоча, временно объединённые в единый комитат (центр — Берегово); Ужгород и Мукачево получили статус городов непосредственного комитатского подчинения с магистратами. Столица чехословацкой Подкарпатской Руси переносится в Хуст. | |
| Декабрь | Чехословацкая автономная Подкарпатская Русь переименована в Карпатскую Украину. | |
| 1939 | | |
| Январь | Из 1 города и 12 районов Харьковской области, 17 районов Черниговской области и 2 районов Полтавской области сформирована Сумская область; из 1 города 13 районов Николаевской области, 10 районов Одесской области, 5 районов Киевской области и 2 районов Полтавской области сформирована Кировоградская область с переименованием её центра Кирово в Кировоград; из 1 города и 28 районов Днепропетровской области и 2 районов Николаевской области сформирована Запорожская область. | |
| Март | В условиях венгерского вторжения Сейм Карпатской Украины заявляет о том, «что она была, есть и хочет быть украинской» и провозглашает её независимость от Чехословакии. Её столицей оставался Хуст, она административно делилась на 11 округов, округи были разделены на общины. Несмотря на провозглашение независимости Карпатской Украиной, венгерские войска продолжают своё наступление и во второй половине марта полностью оккупируют Закарпатье. На оккупированных землях создаётся Регентский комиссариат Подкарпатской территории во главе с регентским комиссаром, подчинявшимся исключительно регенту страны и премьер-министру. К нему также присоединяются земли оккупированные по итогам Словацко-венгерской войны. Берегово предоставляется статус города краевого подчинения. | |
| Март | Окончательно ликвидированы созданные в рамках коренизации национальные районы, посёлковые и сельские советы. | Окончательно ликвидированы созданные в рамках коренизации национальные районы, посёлковые и сельские советы. |
| Декабрь | На присоединённой к СССР по итогам Польской кампании части западноукраинских земель (Западная Волынь и Галичина), ранее входившей в состав Польши, в составе УССР образованы: Волынская область с центром в Луцке (1 город и 6 уездов); Дрогобычская область с центром в Дрогобыче (1 город и 10 уездов); Львовская область с центром в Львове (1 город и 13 уездов); Ровенская область с центром в Ровно (1 город и 5 уездов); Станиславская область с центром в Станиславе (1 город и 10 уездов); Тарнопольская область с центром в Тарнополе (1 город и 13 уездов). Граница новых областей УССР с новыми областями БССР проведена следующим образом: по границе Любомльского и Ковельского уездов УССР с Брестским уездом БССР до границы с Кобринским уездом БССР; далее по южной границе Кобринского уезда до поворота её к югу, откуда линия границы проходила на северо-восток до населённого пункта Леликово, оставив Леликово с принадлежащими ему землями в составе Кобринского уезда БССР; далее от населённого пункта Леликово на восток до стыка границ трёх уездов: Кобринского, Дрогичинского БССР и Камень-Каширского УССР и далее — до стыка границ трёх уездов: Дрогичинского, Пинского БССР и Камень-Каширского УССР, относя населённые пункты Мукошин и Борки с их землями в состав Камень-Каширского уезда УССР; далее по северному берегу озера Скорень на восток к населённому пункту Горыничи, относя его к Ровенской области УССР, по реке Струмень, по южному берегу озера Сосно и далее по направлению к населённым пунктам Пара и Трушево, относя населённые пункты Пара и Трушево в состав Пинской области БССР; далее линия границы проходила в юго-восточном направлении через населённый пункт Деревная, оставив его в составе Пинской области БССР, на населённые пункты Городище и Смородск, отошедшие к Ровенской области УССР, и далее на юго-восток до границы Полесской области БССР на реке Ствига, относя населённые пункты Жаден, Перебродье, Дроздино, Познань, Будки с их землями в состав Ровенской области УССР. Граница новых областей УССР и Генерал-губернаторства Германии была установлена в октябре, ещё до их образования, дополнительным протоколом Договора о дружбе и границе между СССР и Германией и проходила по линии Керзона в некоторых местах отступая западнее от неё — по Сану через Перемышльский и Ярославский повяты. | |
| 1940 | | |
| Август | На присоединённых к СССР по итогам Бессарабской кампании территориях бывших Измаильского, Аккерманского и Хотинского уездов Румынии в составе УССР образованы Аккерманская и Черновицкая области | На присоединённых к СССР по итогам Бессарабской кампании территориях бывших Измаильского, Аккерманского и Хотинского уездов Румынии в составе УССР образованы Аккерманская и Черновицкая области |
| Август | Ликвидирована Молдавская АССР, её Ананьевский, Балтский, Валегоцуловский, Кодымский, Котовский, Красноокнянский, Песчанский и Чернянский районы переданы Одесской области. | Ликвидирована Молдавская АССР, её Ананьевский, Балтский, Валегоцуловский, Кодымский, Котовский, Красноокнянский, Песчанский и Чернянский районы переданы Одесской области. |
| Август | В состав новосозданной Молдавской ССР переданы город Тирасполь и Григориопольский, Дубоссарский, Каменский, Рыбницкий, Слободзейский и Тираспольский районы Молдавской АССР. | В состав новосозданной Молдавской ССР переданы город Тирасполь и Григориопольский, Дубоссарский, Каменский, Рыбницкий, Слободзейский и Тираспольский районы Молдавской АССР. |
| Ноябрь | Между МССР и УССР установлена новая граница, она прошла следующим образом: от реки Прут граница шла по территории Хотинского уезда между населёнными пунктами Мамалыга и Крива, оставляя населённый пункт Мамалыга в составе УССР, а населённый пункт Крива в составе МССР; далее граница шла по направлению на населённые пункты Липканы и Кишла Замжиева, оставляя населённый пункт Липканы в составе МССР, а населённый пункт Кишла Замжиева в составе Украинской ССР; далее, огибая населённый пункт Кишла Замжиева, граница проходит между населёнными пунктами Зелена и Медвежа, оставляя Зелена в составе УССР, а Медвежа — в составе МССР, и далее на населённый пункт Ларга, оставляя его в составе МССР; далее между населёнными пунктами Павловка и Котюжаны, с одной стороны, и Лукачаны, с другой стороны, оставляя последний в составе УССР, а Павловку и Котюжаны — в составе МССР; далее между населёнными пунктами Росошаны и Гриманкоуцы, оставляя населённый пункт Росошаны в составе УССР, а Гриманкоуцы — в МССР, и далее на населённый пункт Болбока и Мендиковцы, оставляя Болбока в составе МССР, а Мендиковцы — в составе УССР; далее граница проходила между населёнными пунктами Гвоздовцы и Клокушна, оставляя Гвоздовцы в составе УССР, а Клокушна — в МССР, и далее на населённый пункт Секуряны, оставляя его в составе УССР; далее по границе Хотинского уезда до реки Днестр и далее по реке Днестр, по существующей границе Винницкой области УССР до границы Каменского района МССР; далее по границе Каменского района МССР до пересечения с рекою Вильшанка и далее на населённый пункт Нижняя Слобода [близ В. Слободы], оставляя его в составе УССР; далее на населённые пункты Кисырняк и Болган, оставляя их в составе УССР, и далее по границе того же Каменского района по направлению на населённый пункт Алексеевка, оставляя его в составе УССР; далее по границе Рыбницкого района МССР до населённого пункта Васильевка, оставляя его в составе МССР, и далее граница поворачивала к северу на населённый пункт Котовцы, оставляя его в составе УССР; далее между населёнными пунктами Крутые и Плоть, оставляя населённый пункт Крутые в составе УССР, а населённый пункт Плоть — в составе МССР; далее на населённые пункты: Мойная, Семёновка, Бурштены, Тимков, Домница и Колбасная, оставляя — Мойная, Семёновка, Тимков и Домница в составе УССР, а Бурштены и Колбасная — в составе МССР; далее на населённый пункт Климентьево, оставляя его в составе УССР, и далее на населённые пункты: Кругляки, Станиславка и Семка, оставляя их в составе УССР; далее по границе Рыбницкого и Дубоссарского районов МССР до населённого пункта Нестерово оставляя его в составе УССР, и далее на населённый пункт Новая Маловата, оставляя его в составе МССР; далее на населённый пункт Бурка, оставляя его в составе УССР, и далее по существующей границе Григориопольского района до населённого пункта Ново-Александровка, оставляя его в составе УССР; далее на населённые пункты Савва и Новые Буторы, оставляя их в составе УССР, и далее по границе Тираспольского района до населённых пунктов: Плоское, Славяно-Сербка, Олег и Гребеники оставляя их в составе УССР; далее по границе Тираспольского района до населённого пункта Милолюбовка, оставляя его, а также населённые пункты: Ново-Красное, Иваново-Бузиновка, Степановка, Павловка, Кучурган, Трудуголок и Ивано-Николаевка — в составе УССР; далее по границе Тираспольского и Слободзейского районов МССР до реки Днестр и далее по реке Днестр до населённого пункта Паланка, оставляя последний в составе МССР; далее на населённый пункт Хан Кишло, оставляя его в составе УССР, и далее на населённый пункт Капланы, оставляя его в состава МССР; далее на населённый пункт Суюндук (Джалар), оставляя его в составе УССР, и далее на населённые пункты Степановка и Волонгировка, оставляя их в составе МССР; далее между населёнными пунктами Копчак и Александровка, оставляя Копчак в составе МССР и Александровку в составе УССР; далее на населённый пункт Манзырь, оставляя его в составе УССР, и далее на населённый пункт Стурдзены, оставляя его в составе МССР; далее граница проходила по реке Чага до населённого пункта Каприор, оставляя последний в составе МССР, и далее на населённый пункт Петровка (Чага), оставляя его в составе УССР; далее на населённый пункт Троицкое, оставляя его в составе МССР, и далее на населённые пункты: Петрешты, Куруджика, Сабанеевка и Колачены, оставляя их в составе УССР; далее по существующей границе Аккерманского уезда до стыка границ Аккерманского, Бендерского и Катульского уездов; далее на населённые пункты: Тараклия, Татар-Копчак, оставляя их в составе МССР, и далее на населённый пункт Кубей, оставляя его в составе УССР; далее по существующей границе Измаильского уезда до границы Ренийской волости; далее на населённые пункты: Куза-Вода (Хаджи-Абдул), Этулия, Чишмикиой и Джуржулешты, оставляя их в составе МССР, и далее граница доходила до реки Прут. Из УССР в состав МССР отходили Волонтировский район, значительные части Вулканештского и Олонештского районов Аккерманской области, Единецкий, Бричанский, Липканский и часть Окницкого районов Черновицкой области. | Между МССР и УССР установлена новая граница, она прошла следующим образом: от реки Прут граница шла по территории Хотинского уезда между населёнными пунктами Мамалыга и Крива, оставляя населённый пункт Мамалыга в составе УССР, а населённый пункт Крива в составе МССР; далее граница шла по направлению на населённые пункты Липканы и Кишла Замжиева, оставляя населённый пункт Липканы в составе МССР, а населённый пункт Кишла Замжиева в составе Украинской ССР; далее, огибая населённый пункт Кишла Замжиева, граница проходит между населёнными пунктами Зелена и Медвежа, оставляя Зелена в составе УССР, а Медвежа — в составе МССР, и далее на населённый пункт Ларга, оставляя его в составе МССР; далее между населёнными пунктами Павловка и Котюжаны, с одной стороны, и Лукачаны, с другой стороны, оставляя последний в составе УССР, а Павловку и Котюжаны — в составе МССР; далее между населёнными пунктами Росошаны и Гриманкоуцы, оставляя населённый пункт Росошаны в составе УССР, а Гриманкоуцы — в МССР, и далее на населённый пункт Болбока и Мендиковцы, оставляя Болбока в составе МССР, а Мендиковцы — в составе УССР; далее граница проходила между населёнными пунктами Гвоздовцы и Клокушна, оставляя Гвоздовцы в составе УССР, а Клокушна — в МССР, и далее на населённый пункт Секуряны, оставляя его в составе УССР; далее по границе Хотинского уезда до реки Днестр и далее по реке Днестр, по существующей границе Винницкой области УССР до границы Каменского района МССР; далее по границе Каменского района МССР до пересечения с рекою Вильшанка и далее на населённый пункт Нижняя Слобода [близ В. Слободы], оставляя его в составе УССР; далее на населённые пункты Кисырняк и Болган, оставляя их в составе УССР, и далее по границе того же Каменского района по направлению на населённый пункт Алексеевка, оставляя его в составе УССР; далее по границе Рыбницкого района МССР до населённого пункта Васильевка, оставляя его в составе МССР, и далее граница поворачивала к северу на населённый пункт Котовцы, оставляя его в составе УССР; далее между населёнными пунктами Крутые и Плоть, оставляя населённый пункт Крутые в составе УССР, а населённый пункт Плоть — в составе МССР; далее на населённые пункты: Мойная, Семёновка, Бурштены, Тимков, Домница и Колбасная, оставляя — Мойная, Семёновка, Тимков и Домница в составе УССР, а Бурштены и Колбасная — в составе МССР; далее на населённый пункт Климентьево, оставляя его в составе УССР, и далее на населённые пункты: Кругляки, Станиславка и Семка, оставляя их в составе УССР; далее по границе Рыбницкого и Дубоссарского районов МССР до населённого пункта Нестерово оставляя его в составе УССР, и далее на населённый пункт Новая Маловата, оставляя его в составе МССР; далее на населённый пункт Бурка, оставляя его в составе УССР, и далее по существующей границе Григориопольского района до населённого пункта Ново-Александровка, оставляя его в составе УССР; далее на населённые пункты Савва и Новые Буторы, оставляя их в составе УССР, и далее по границе Тираспольского района до населённых пунктов: Плоское, Славяно-Сербка, Олег и Гребеники оставляя их в составе УССР; далее по границе Тираспольского района до населённого пункта Милолюбовка, оставляя его, а также населённые пункты: Ново-Красное, Иваново-Бузиновка, Степановка, Павловка, Кучурган, Трудуголок и Ивано-Николаевка — в составе УССР; далее по границе Тираспольского и Слободзейского районов МССР до реки Днестр и далее по реке Днестр до населённого пункта Паланка, оставляя последний в составе МССР; далее на населённый пункт Хан Кишло, оставляя его в составе УССР, и далее на населённый пункт Капланы, оставляя его в состава МССР; далее на населённый пункт Суюндук (Джалар), оставляя его в составе УССР, и далее на населённые пункты Степановка и Волонгировка, оставляя их в составе МССР; далее между населёнными пунктами Копчак и Александровка, оставляя Копчак в составе МССР и Александровку в составе УССР; далее на населённый пункт Манзырь, оставляя его в составе УССР, и далее на населённый пункт Стурдзены, оставляя его в составе МССР; далее граница проходила по реке Чага до населённого пункта Каприор, оставляя последний в составе МССР, и далее на населённый пункт Петровка (Чага), оставляя его в составе УССР; далее на населённый пункт Троицкое, оставляя его в составе МССР, и далее на населённые пункты: Петрешты, Куруджика, Сабанеевка и Колачены, оставляя их в составе УССР; далее по существующей границе Аккерманского уезда до стыка границ Аккерманского, Бендерского и Катульского уездов; далее на населённые пункты: Тараклия, Татар-Копчак, оставляя их в составе МССР, и далее на населённый пункт Кубей, оставляя его в составе УССР; далее по существующей границе Измаильского уезда до границы Ренийской волости; далее на населённые пункты: Куза-Вода (Хаджи-Абдул), Этулия, Чишмикиой и Джуржулешты, оставляя их в составе МССР, и далее граница доходила до реки Прут. Из УССР в состав МССР отходили Волонтировский район, значительные части Вулканештского и Олонештского районов Аккерманской области, Единецкий, Бричанский, Липканский и часть Окницкого районов Черновицкой области. |
| Декабрь | Центр Аккерманской области перенесён в Измаил, сама область переименована в Измаильскую. | |
| Вторжение нацистской Германии и её союзников в СССР, оккупация УССР их войсками (последний населённый пункт УССР занят в июле 1942 года) | | |
| Май | Центр Каменец-Подольской области перенесён в Проскуров. | Центр Каменец-Подольской области перенесён в Проскуров. |
| Июнь | Акт провозглашения Украинского государства — Национальным собранием во Львове было провозглашено восстановление Украинского государства. Главенствующую роль в нём взяла на себя ОУН(б), в правительство также вошли представители ФНЕ, УНДО и других партий. Столицей государства декларировался Киев, де-факто провозглашение государственности распространилось на территорию Станиславской, Тарнопольской, Львовской, Дрогобычской, Житомирской, Ровенской, Волынской, частей Киевской и Каменец-Подольской областей, где была организована местная администрация. В июле начались репрессии против украинского руководства со стороны немцев. К сентябрю оно было практически ликвидировано, а ОУН(б) было принято решение вести борьбу также и против немцев. | |
| Август | На части (339 195, 83 км²) занятой немецкой армией украинских земель создан Рейхскомиссариат Украина. Столицей Рейхскомиссариата стало Ровно, в его составе были организованы шесть генеральных округов: Волынь-Подолье/Брест-Литовск (создан 1 сентября 1941 года, включил в себя Волынскую, Ровенскую, Каменец-Подольскую, северные районы Тернопольской области УССР и южные районы Брестской и Пинской областей БССР, делился на 25 округов, центр — Луцк); Житомир (создан 20 октября 1941 года, включил в себя Житомирскую и северные районы Винницкой области УССР и южные районы Полесской области БССР, делился на 19 округов, центр — Житомир); Киев (создан 20 октября 1941 года, включил в себя Киевскую и Полтавскую области УССР, делился на 25 округов, центр — Киев); Днепропетровск (создан 15 ноября 1941 года, включил в себя Днепропетровскую и правобережные районы Запорожской области УССР, делился на 12 округов, центр — Днепропетровск); Николаев (создан 15 ноября 1941 года, включил в себя Николаевскую (без западных районов) и Кировоградскую области УССР, делился на 16 округов, центр — Николаев); Таврия (создан 1 сентября 1942 года, включил в себя левобережные районы Запорожской и Николаевской областей УССР, делился на 5 округов, центр — Мелитополь). Также планировалось создать такие генеральные округа: Воронеж, Ростов, Саратов, Сталинград, Харьков, Юзовка, Чернигов, Немцев Поволжья. Генеральные округа делились на крайзгебиты, крайзгебиты — на районы. В период максимального расширения его границы проходили следующим образом: на западе и юго-западе — через бывшие советские Львовскую и Тернопольскую области по линии Сокаль—Броды—Подволочиск—река Збруч до впадения в реку Днестр; далее вдоль Днестра до села Василюты (около Могилёва-Подольского), от него до села Лядова, далее через Примазеницу и Бар (включительно) и далее до реки Ров и западного берега Южного Буга до впадения его в Чёрное море; на севере — проходила в среднем на 20 км севернее железнодорожной колеи Брест—Гомель до пункта расположенного в 20 км восточней Мглина; на востоке — по северной границе Киевской, Полтавской, Днепропетровской и Запорожской областей. Из Львовской, Дрогобычской, Станиславской и Тернопольской (за исключением её северных районов) областей УССР (общая площадь 48 000 км²) сформирован Дистрикт Галиция в составе Генерал-губернаторства Германии. Его центр находился в Лемберге (Львове), сам Дистрикт делился на окружные староства (крайсгауптманшафты) и волости (крайзфрайштадты), которые делились на бецирки, разделённые на ландгейманды состоявшие из общин. К 1943 году Дистрикт состоял из 12 крайсгауптманшафтов. Его западной границей выступала линия Керзона. На оккупированной немцами территории УССР не входившей в состав Рейхскомиссариата Украина и Дистрикта Галиция находилась Зона военной администрации — тыловые районы Вермахта (в финальный период существования включавшие территории Черниговской, Сумской, Харьковской, Сталинской и Ворошиловградской областей и занимавшие 141 000 км² либо 24,4 % территории УССР) находившиеся под управлением военного командования. Управление зоной происходило через главные полевые комендатуры, в их подчинении были полевые комендатуры главенствующие над местными комендатурами, низшими административными единицами данного формирования оставались советские районы (при оперативной необходимости их границы изменялись вплоть до объединения либо разделения районов). К 1942 году на территории востока Украины действовало 2 главные комендатуры — № 397 с центром в Сталино (в её подчинении находились полевые комендатуры в Ворошиловграде и Новочеркасске, гарнизонная комендатура в Сталино) и № 399 с центром в Конотопе (ей подчинялись полевые комендатуры в Рыльске, Нежине, Старобельске, Чугуеве и Обояни). Румынии были переданы территории отошедшие в 1940 году к СССР. На данные территории распространилось румынское административное деление (жудец—плас—коммуна—сельская община/муниципалитет/самоуправляемый город). На территории Черновицкой области УССР, Липканского и Бричанский районов МССР, румынских жудецев Сучава, Рэдэуци и Кампулуг была образована провинция Буковина с центром в Черновцах, позднее преобразованная в губернаторство. Она состояла из 6 жудецев (через некоторое время после её создания был присоединён ещё один) и занимала территорию в 20 000 км² (из них территория Черновицкой области составляла 8400 км² либо 1,4 % территории УССР). На территории Измаильской области УССР и правобережья МССР была образована провинция Бессарабия с центром в Кишинёве, позднее преобразованная в губернаторство. Она состояла из 9 жудецев и занимала территорию приблизительно в 43 700 км² (из них территория Измаильской области составляла 12 400 км² либо 2,1 % территории УССР). Помимо них, согласно румынско-немецким договорённостям, на территории между Днестром и Южным Бугом было создано губернаторство Транснистрия с центром в Одессе. Оно включало в себя Одесскую (20 910 км²), южные части Винницкой (8438 км²) и западные части Николаевской областей (10 580 км²) УССР, а также левобережные районы МССР (4138 км²) и занимало территорию приблизительно в 44 000 км² либо 7,7 % территории УССР. Согласно румынскому административному делению оно делилось на 13 жудецев, однако на его территории параллельно использовались и немецкие административно-территориальные обозначения. Германия на территории губернаторства официально исполняла роль «консультанта», при том что Румыния отвечала за безопасность, администрацию и экономическую эксплуатацию, а также брала на себя обязательство поддерживать порядок и безопасность в области между Бугом и Днепром. Повстанцами из «Полесской сечи» и Белорусской Самообороны под руководством Тараса «Бульбы» Боровца были взяты под контроль северные районы Житомирской и Ровенской областей, а также южные регионы Белоруссии — образовалась партизанская «Олевская республика» с центром в Олевске. Она признавала власть Правительства Украинской Народной Республики в изгнании, однако фактически функционировала автономно. В октябре 1943 года республика была разгромлена силами немецкой армии и полиции. | |
| 1943 | | |
| Апрель | Весной 1943 года по инициативе Украинской повстанческой армии на Волыни начали формироваться «повстанческие республики». В дальнейшем данная практика распространилась и на другие регионы, где была активна УПА. Наиболее известными подобными образованиями были: Колковская республика, существовавшая с апреля по ноябрь 1943 года на Волыни, Антоновецкая республика, существовавшая весной—летом 1943 года на южной Волыни, и Космачьская республика, существовавшая зимой 1944—1945 годов на Гуцульщине. | Весной 1943 года по инициативе Украинской повстанческой армии на Волыни начали формироваться «повстанческие республики». В дальнейшем данная практика распространилась и на другие регионы, где была активна УПА. Наиболее известными подобными образованиями были: Колковская республика, существовавшая с апреля по ноябрь 1943 года на Волыни, Антоновецкая республика, существовавшая весной—летом 1943 года на южной Волыни, и Космачьская республика, существовавшая зимой 1944—1945 годов на Гуцульщине. |
| Советские войска возвращают контроль над всей довоенной территорией УССР                                                                 | | |
| Март | Из 1 города и 13 районов Николаевской области и 6 районов Запорожской области образована Херсонская область. В состав Николаевской области переданы 5 районов Одесской области. | Из 1 города и 13 районов Николаевской области и 6 районов Запорожской области образована Херсонская область. В состав Николаевской области переданы 5 районов Одесской области. |
| Июль | На Великом соборе, организованном Проводом ОУН(б) и Главной командой УПА недалеко от с. Недельная, образован Украинский главный освободительный совет (УГОС), объявивший себя «высочайшим и единственным руководителем органом украинского народа на время его революционной борьбы вплоть до создания правительства Украинского самостоятельного соборного государства». На территории Украины УГОС не сумел организовать своих местных органов, ввиду чего фактически репрезентовал себя через ОУН(б) и УПА, и к средине 1950-х годов прекратил свою деятельность в связи с арестом либо убийством большинства деятелей советскими властями. | На Великом соборе, организованном Проводом ОУН(б) и Главной командой УПА недалеко от с. Недельная, образован Украинский главный освободительный совет (УГОС), объявивший себя «высочайшим и единственным руководителем органом украинского народа на время его революционной борьбы вплоть до создания правительства Украинского самостоятельного соборного государства». На территории Украины УГОС не сумел организовать своих местных органов, ввиду чего фактически репрезентовал себя через ОУН(б) и УПА, и к средине 1950-х годов прекратил свою деятельность в связи с арестом либо убийством большинства деятелей советскими властями. |
| Август | Тарнополь переименован в Тернополь, Тарнопольская область переименована в Тернопольскую. | Тарнополь переименован в Тернополь, Тарнопольская область переименована в Тернопольскую. |
| Август | В ходе Львовско-Сандомирской и Ясско-Кишинёвской операций советская армия выбила немецкие и союзные им войска за довоенную границу УССР. | В ходе Львовско-Сандомирской и Ясско-Кишинёвской операций советская армия выбила немецкие и союзные им войска за довоенную границу УССР. |
| Октябрь | После занятия Закарпатья советскими войсками, проходившим в Мукачево съездом народных комитетов края, состоявших в большинстве своём из коммунистов, была провозглашена Закарпатская Украина и выражено «извечное желание большей части населения края о вхождении Закарпатья в состав Украины». Были сформированы Народная рада и правительство, которым было поставлено целью «реализовать волю населения края к воссоединению с Украиной». | |
| Ноябрь | Из состава РСФСР передан Дарьино-Ермаковский сельсовет (Дарьино-Ермаковка). | Из состава РСФСР передан Дарьино-Ермаковский сельсовет (Дарьино-Ермаковка). |
| 1945 | | |
| Март | После продвижения советских войск на территорию Пряшевщины была создана Украинская народная рада Пряшевщины, которая стала координационным центром пряшевских украинцев. Она добивалась присоединения Пряшевщины к Закарпатской Украине, а после неудачи данного замысла — безуспешно боролась за автономию украинского населения в рамках Чехословакии. После прихода к власти в Чехословакии коммунистов в 1948 году деятельность организации была сведена на нет и она самораспустилась в 1952 году. | После продвижения советских войск на территорию Пряшевщины была создана Украинская народная рада Пряшевщины, которая стала координационным центром пряшевских украинцев. Она добивалась присоединения Пряшевщины к Закарпатской Украине, а после неудачи данного замысла — безуспешно боролась за автономию украинского населения в рамках Чехословакии. После прихода к власти в Чехословакии коммунистов в 1948 году деятельность организации была сведена на нет и она самораспустилась в 1952 году. |
| Июнь | Из состава Чехословакии (по договору с СССР) передана Закарпатская Украина, входившая до этого в состав Чехословакии на правах автономии как Подкарпатская Русь. Западная граница УССР на данном участке была установлена в соответствии с границей между Закарпатской Украиной и Словакией на 29 сентября 1938 года, но с оговоркой дальнейшего её уточнения. | Из состава Чехословакии (по договору с СССР) передана Закарпатская Украина, входившая до этого в состав Чехословакии на правах автономии как Подкарпатская Русь. Западная граница УССР на данном участке была установлена в соответствии с границей между Закарпатской Украиной и Словакией на 29 сентября 1938 года, но с оговоркой дальнейшего её уточнения. |
| Август | Договором между СССР и Польшей установлена новая граница западных областей УССР — по линии Керзона с дополнительной уступкой Польше территории, расположенной к востоку от линии Керзона до реки Западный Буг и реки Солокия, к югу от села Крылов с отклонением в пользу Польши максимально на 30 километров. | Договором между СССР и Польшей установлена новая граница западных областей УССР — по линии Керзона с дополнительной уступкой Польше территории, расположенной к востоку от линии Керзона до реки Западный Буг и реки Солокия, к югу от села Крылов с отклонением в пользу Польши максимально на 30 километров. |
| Октябрь | После ратификации договора о Закарпатской Украине Чехословакия передала СССР дополнительно около 250 км² территории — сёла Батфа, Галоч, Малые Селменцы, Паладь-Комаровцы, Палло, Ратовцы, Соломоново, Сюртэ, Тисаашвань, Тыйглаш, Чоп. Они были присоединены к Закарпатской Украине. | После ратификации договора о Закарпатской Украине Чехословакия передала СССР дополнительно около 250 км² территории — сёла Батфа, Галоч, Малые Селменцы, Паладь-Комаровцы, Палло, Ратовцы, Соломоново, Сюртэ, Тисаашвань, Тыйглаш, Чоп. Они были присоединены к Закарпатской Украине. |
| 1946 | | |
| Январь | Из 2 городов и 13 округов Закарпатской Украины образована Закарпатская область с центром в Ужгороде (13 административных округов существовали до ноября 1953 года). | |
| Апрель | В состав Чехословакии передано село Лекаровцы Закарпатской области. | В состав Чехословакии передано село Лекаровцы Закарпатской области. |
| Сентябрь | Вследствие переименования приблизительно 4000 поселений, сельсоветов, районов исчезло с карт 5,7 % всех названий (4000 из 70000 всех существующих на тот период (1944—1946) названий; за 1941—1946 гг. — около 5000 АТЕ). На 01.09.46 количество административных единиц УССР: 25 областей, 81 город республиканского и областного подчинения, 750 районов, 13 округов (Закарпатье), 16435 сельсоветов, 451 поселковый и 177 городских советов. | Вследствие переименования приблизительно 4000 поселений, сельсоветов, районов исчезло с карт 5,7 % всех названий (4000 из 70000 всех существующих на тот период (1944—1946) названий; за 1941—1946 гг. — около 5000 АТЕ). На 01.09.46 количество административных единиц УССР: 25 областей, 81 город республиканского и областного подчинения, 750 районов, 13 округов (Закарпатье), 16435 сельсоветов, 451 поселковый и 177 городских советов. |
| 1948 | | |
| Май | Из состава Румынии (согласно дипломатическому протоколу с СССР) передан остров Змеиный, включённый в состав Измаильской области. | |
| Май | В рамках корректировки советско-польской границы Польше переданы сёла Медыка (с присёлком Медицкие Халупки), Селыська и Яксманыч Дрогобычской области. | В рамках корректировки советско-польской границы Польше переданы сёла Медыка (с присёлком Медицкие Халупки), Селыська и Яксманыч Дрогобычской области. |
| 1951 | | |
| Февраль | В состав Польши (по договору с СССР) передано 480 км² территории Дрогобычской области — Нижне-Устрицкий район (город Нижние Устрики и 27 сельских советов), 3 сельских совета Стрелковского района (Бистрянский, Липецкий, Михновецкий) и 4 сельских совета Хыровского района (Коростенковский, Лискуватенский, Нановский, Стебницкий). Граница на данном участке прошла следующим образом: начальным пунктом линии государственной границы являлась точка, расположенная на советско-польской государственной границе на реке Сан приблизительно в 3,9 км (прямо) северо-восточнее впадения реки Волосаты в реку Сан и приблизительно в 0,5 км южнее церкви населённого пункта Журавин, оттуда линия границы проходила сначала в северном, а затем в северо-западном направлении, оставляя на стороне СССР населённые пункты Журавин, Хащев, Грозево, Нанова и Лопушница, а на стороне Польши — Лютовиска, Михновец, Быстре, Бандров Коломия, Кросценко и Лисковате, и примыкала к советско-польской государственной границе в точке, расположенной приблизительно в 3,8 км восточнее церкви населённого пункта Юречково и в 6,7 км северо-западнее церкви населённого пункта Лопушница. | |
| Февраль | Из состава Польши (по договору с СССР) передано 480 км² территории — города Белз, Кристинополь, Угнев и 21 сельский совет из которых был образован Забужский район Львовской области. Граница на данном участке прошла следующим образом: начальным пунктом линии государственной границы являлась точка, расположенная на советско-польской государственной границе, приблизительно в 2,2 км юго-восточнее церкви населённого пункта Вербица и приблизительно в 5,9 км северо-восточнее церкви населённого пункта Корни, оттуда линия границы проходила в северо-северо-восточном направлении, оставляя на стороне СССР железную дорогу Рава-Русская — Крыстынополь, а на стороне Польши — населённый пункт Вербица, и проходила к точке, расположенной приблизительно в 2,2 км западнее железнодорожной станции Угнев и приблизительно в 4,0 км северо-восточнее церкви населённого пункта Вербица; далее линия границы проходила в восточном направлении, оставив на стороне СССР железную дорогу Рава-Русская — Крыстынополь и населённые пункты Угнув, Корчнев, Тушкив, а на стороне Польши — Тарношин, Корчмин, Осердув, и подходила к точке, расположенной на грунтовой дороге из Белза в Осердув, приблизительно в 3,3 км северо-западнее станции Белз; затем линия границы поворачивала на северо-северо-восток и проходила в этом же направлении, оставив на стороне СССР населённые пункты Пшемыслув, Вербенж, Русин, Варяж, Угрынув, Пясечно, а на стороне Польши — Осердув, Длужнюв, Гульче, Ошув и примыкала к советско-польской государственной границе на реке Западный Буг, в точке расположенной приблизительно в 6,2 км юго-восточнее населённого пункта Крилув и приблизительно в 4,9 км западнее церкви населённого пункта Литовиж. | |
| 1954 [ К 9 ] | | |
| Январь | Из 3 городов и 20 районов Киевской области, 6 районов Полтавской области, 3 районов Кировоградской области и 1 района Винницкой области образована Черкасская область. | Из 3 городов и 20 районов Киевской области, 6 районов Полтавской области, 3 районов Кировоградской области и 1 района Винницкой области образована Черкасская область. |
| Февраль | Город Проскуров переименован в Хмельницкий, Каменец-Подольская область переименована в Хмельницкую. Упразднена Измаильская область, её территория передана в состав Одесской. | Город Проскуров переименован в Хмельницкий, Каменец-Подольская область переименована в Хмельницкую. Упразднена Измаильская область, её территория передана в состав Одесской. |
| Апрель | Из состава РСФСР передана Крымская область. | Из состава РСФСР передана Крымская область. |
| 1955 | | |
| Март | Стрелковский и Счастливцевский сельские советы переданы от Крымской области Херсонской. | Стрелковский и Счастливцевский сельские советы переданы от Крымской области Херсонской. |
| 1956 | | |
| Сентябрь | Переданы на разрешение исполкомов областных Советов следующие вопросы: а) изменение административно-территориальных границ районов в связи с передачей отдельных н.п. сельских и поселковых Советов в состав других районов в границах области, б) изменение границ городов областного и районного подчинения и п.г.т., в) отнесение селений к категории городов районного подчинения и п.г.т., г) образование новых, объединение, ликвидация (снятие с учётных данных), переименование сельских и поселковых Советов и перенесение их административных центров, д) объединение, присвоение наименований и переименование н.п. сельской местности. | Переданы на разрешение исполкомов областных Советов следующие вопросы: а) изменение административно-территориальных границ районов в связи с передачей отдельных н.п. сельских и поселковых Советов в состав других районов в границах области, б) изменение границ городов областного и районного подчинения и п.г.т., в) отнесение селений к категории городов районного подчинения и п.г.т., г) образование новых, объединение, ликвидация (снятие с учётных данных), переименование сельских и поселковых Советов и перенесение их административных центров, д) объединение, присвоение наименований и переименование н.п. сельской местности. |
| Декабрь | Принято Положение о порядке отнесения населённых пунктов к категории городов, посёлков городского типа и посёлков (рабочих посёлков) — отнесение н.п. к категории городов республиканского и областного подчинения производится Указом Президиума Верховного Совета УССР, отнесение к категории городов районного подчинения, п.г.т. и рабочим посёлкам производится решением исполкома областных Советов депутатов трудящихся. | Принято Положение о порядке отнесения населённых пунктов к категории городов, посёлков городского типа и посёлков (рабочих посёлков) — отнесение н.п. к категории городов республиканского и областного подчинения производится Указом Президиума Верховного Совета УССР, отнесение к категории городов районного подчинения, п.г.т. и рабочим посёлкам производится решением исполкома областных Советов депутатов трудящихся. |
| 1957 [ К 10 ] | | |
| Февраль | К ведению союзных республик отнесено разрешение вопросов областного, краевого административно-территориального устройства (были внесены соответствующие изменения в Конституцию СССР — исключена статья 29; в новой редакции статья 28 Конституции СССР гласила: «Разрешение вопросов об областном, краевом административно-территориальном устройстве союзных республик относится к ведению союзных республик»). | К ведению союзных республик отнесено разрешение вопросов областного, краевого административно-территориального устройства (были внесены соответствующие изменения в Конституцию СССР — исключена статья 29; в новой редакции статья 28 Конституции СССР гласила: «Разрешение вопросов об областном, краевом административно-территориальном устройстве союзных республик относится к ведению союзных республик»). |
| 1958 [ К 11 ] | | |
| Март | Город Ворошиловград переименован в Луганск, Ворошиловградская область переименована в Луганскую. | Город Ворошиловград переименован в Луганск, Ворошиловградская область переименована в Луганскую. |
| 1959 [ К 12 ] | | |
| Май | Упразднена Дрогобычская область, её территория передана в состав Львовской. | Упразднена Дрогобычская область, её территория передана в состав Львовской. |
| 1960 [ К 13 ] | | |
| Апрель | По состоянию на 01.04.60 в УССР было 25 областей, численность районов осталась в количестве 611 район (к концу года — 604), 2 города респ. подчинения, 84 города областного подчинения, 8741 сельский, 781 поселковый и 250 городских советов. Одновременно происходит укрупнение сельсоветов (и колхозов) — за 1960 г. упразднено 468 сельских Советов. | По состоянию на 01.04.60 в УССР было 25 областей, численность районов осталась в количестве 611 район (к концу года — 604), 2 города респ. подчинения, 84 города областного подчинения, 8741 сельский, 781 поселковый и 250 городских советов. Одновременно происходит укрупнение сельсоветов (и колхозов) — за 1960 г. упразднено 468 сельских Советов. |
| 1961 | | |
| Ноябрь | Город Сталино переименован в Донецк, Сталинская область переименована в Донецкую. | Город Сталино переименован в Донецк, Сталинская область переименована в Донецкую. |
| 1962 | | |
| Октябрь | Город Станислав переименован в Ивано-Франковск, Станиславская область переименована в Ивано-Франковскую. | Город Станислав переименован в Ивано-Франковск, Станиславская область переименована в Ивано-Франковскую. |
| Декабрь | Советские органы в областях УССР были реорганизованы по производственному принципу и образованы соответствующие областные промышленные и областные сельские советы депутатов трудящихся (то есть по 2 облсовета — в 19 областях, кроме 6 западных) и их исполнительные комитеты. Общая численность районов сократилась с 604 на 352; количество экономических административных районов (совнархозов) сократилось с 14 до 7. | Советские органы в областях УССР были реорганизованы по производственному принципу и образованы соответствующие областные промышленные и областные сельские советы депутатов трудящихся (то есть по 2 облсовета — в 19 областях, кроме 6 западных) и их исполнительные комитеты. Общая численность районов сократилась с 604 на 352; количество экономических административных районов (совнархозов) сократилось с 14 до 7. |
| 1963 | | |
| Апрель | По состоянию на 01.04.63 в УССР было 25 областей, 2 города респ. подчинения, 251 сельский район и 2 промышленных района, 157 городов областного подчинения, 8578 сельских, 822 поселковых и 196 городских советов. | По состоянию на 01.04.63 в УССР было 25 областей, 2 города респ. подчинения, 251 сельский район и 2 промышленных района, 157 городов областного подчинения, 8578 сельских, 822 поселковых и 196 городских советов. |
| 1965 | | |
| Январь | Были объединены областные промышленные и областные сельские советы депутатов трудящихся. Осуществляется разукрупнение районов — вместо 250 сельских районов было создано 394. | Были объединены областные промышленные и областные сельские советы депутатов трудящихся. Осуществляется разукрупнение районов — вместо 250 сельских районов было создано 394. |
| Февраль | В дополнение к предыдущей реформе вносятся межрайонные и межобластные административно-территориальные изменения в 17 областях. | В дополнение к предыдущей реформе вносятся межрайонные и межобластные административно-территориальные изменения в 17 областях. |
| Июнь | Принято Положение регламентирующее порядок наименования и переименования областей, районов, городов и других населенных пунктов и решение некоторых вопросов административно-территориального деления. | Принято Положение регламентирующее порядок наименования и переименования областей, районов, городов и других населенных пунктов и решение некоторых вопросов административно-территориального деления. |
| 1966 | | |
| Декабрь | В рамках разукрупнения [отмены Хрущёвских реформ] создан 81 новый район (часть ликвидированных в 1962—1963 районов возобновлены, другие были разукрупнены). | В рамках разукрупнения [отмены Хрущёвских реформ] создан 81 новый район (часть ликвидированных в 1962—1963 районов возобновлены, другие были разукрупнены). |
| 1967 | | |
| Июль | По состоянию на 01.07.67 сеть административно-территориальных единиц в таком виде: 25 областей, 2 города респ. подчинения, 475 районов, 111 городов областного подчинения, 8555 сельских, 762 поселковых и 273 городских советов. | По состоянию на 01.07.67 сеть административно-территориальных единиц в таком виде: 25 областей, 2 города респ. подчинения, 475 районов, 111 городов областного подчинения, 8555 сельских, 762 поселковых и 273 городских советов. |
| 1970 [ К 16 ] | | |
| Январь | Город Луганск переименован в Ворошиловград, Луганская область переименована в Ворошиловградскую. | Город Луганск переименован в Ворошиловград, Луганская область переименована в Ворошиловградскую. |
| 1978 | | |
| Апрель | Киев и Севастополь получили статус городов республиканского подчинения. | Киев и Севастополь получили статус городов республиканского подчинения. |
| 1980 | | |
| Июль | Принято Положение «О практике применения законодательства о порядке наименования и переименования административно-территориальных единиц и населенных пунктов». | Принято Положение «О практике применения законодательства о порядке наименования и переименования административно-территориальных единиц и населенных пунктов». |
| 1981 | | |
| Март | Утверждено Положение о порядке разрешения вопросов административно-территориального устройства Украинской ССР. Поскольку это хронологически последний документ, регулирующий порядок изменений в системе территориальной организации на Украине, его положения (не противоречащие действующей Конституции) остаются в силе и в независимой Украине. | Утверждено Положение о порядке разрешения вопросов административно-территориального устройства Украинской ССР. Поскольку это хронологически последний документ, регулирующий порядок изменений в системе территориальной организации на Украине, его положения (не противоречащие действующей Конституции) остаются в силе и в независимой Украине. |
| 1987 | | |
| Февраль | Из состава Черниговской области в состав Киевской передана территория под строительство города Славутича, строящегося для постоянного проживания работников Чернобыльской АЭС после аварии на ней. | |
| 1990 | | |
| Май | Город Ворошиловград переименован в Луганск, Ворошиловградская область переименована в Луганскую. | Город Ворошиловград переименован в Луганск, Ворошиловградская область переименована в Луганскую. |
| Июль | Провозглашён суверенитет Украины. | Провозглашён суверенитет Украины. |
| 1991 | | |
| Февраль | В пределах Крымской области восстановлена Крымская Автономная Советская Социалистическая Республика. | В пределах Крымской области восстановлена Крымская Автономная Советская Социалистическая Республика. |
| Июнь | Ровенская область переименована в Ровненскую. | Ровенская область переименована в Ровненскую. |

### После провозглашения независимости
| Месяц                             | Изменения | Изменения |
| Распад СССР                       | Распад СССР | Распад СССР |
| Украина                           | Украина | Украина |
| --------------------------------- | --- | --- |
| Август                            | Провозглашена независимость Украины от СССР. Украина стала правопреемницей Украинской Советской Социалистической Республики, в том числе в вопросах границ и конституционного устройства, и, соответственно, делилась на: Крымскую АССР, города республиканского подчинения Киев и Севастополь, Винницкую, Волынскую, Днепропетровскую, Донецкую, Житомирскую, Закарпатскую, Запорожскую, Ивано-Франковскую, Киевскую, Кировоградскую, Луганскую, Львовскую, Николаевскую, Одесскую, Полтавскую, Ровненскую, Сумскую, Тернопольскую, Харьковскую, Херсонскую, Хмельницкую, Черкасскую, Черниговскую и Черновицкую области. | |
| Ноябрь                            | Определено понятие территориального моря Украины — прибрежных морских вод шириной 12 морских миль, отсчитываемых от линии наибольшего отлива как на материке, так и на принадлежащих Украине островах или от прямых исходных линий, соединяющих соответствующие точки. | |
| 1992                              | | |
| Март                              | Крымская АССР переименована в Республику Крым, однако в основном корпусе Конституции 1978 года оставалось название «Крымская АССР». | Крымская АССР переименована в Республику Крым, однако в основном корпусе Конституции 1978 года оставалось название «Крымская АССР». |
| Май                               | Соглашением между Польшей и Украиной была подтверждена действующая польско-украинская граница и отказ от взаимных территориальных претензий. Проверка границы прошла в 1994—2004 годах. | Соглашением между Польшей и Украиной была подтверждена действующая польско-украинская граница и отказ от взаимных территориальных претензий. Проверка границы прошла в 1994—2004 годах. |
| Август                            | Правительство Украинской Народной Республики в изгнании передало свои полномочия Президенту Украины Леониду Кравчуку и признало Украину продолжательницей государственно-национальных традиций и правопреемницей Украинской Народной Республики | Правительство Украинской Народной Республики в изгнании передало свои полномочия Президенту Украины Леониду Кравчуку и признало Украину продолжательницей государственно-национальных традиций и правопреемницей Украинской Народной Республики |
| 1993                              | | |
| Октябрь                           | Соглашением между Словакией и Украиной была подтверждена действующая словацко-украинская граница и признана демаркация и делимитация проведённая ещё Чехословакией и СССР. | Соглашением между Словакией и Украиной была подтверждена действующая словацко-украинская граница и признана демаркация и делимитация проведённая ещё Чехословакией и СССР. |
| 1994                              | | |
| Сентябрь                          | Республика Крым/Крымская АССР переименована в Автономную Республику Крым. | Республика Крым/Крымская АССР переименована в Автономную Республику Крым. |
| Декабрь                           | Изменены границы Днепропетровской и Кировоградской областей путём взаимного обмена территориями Криворожского Днепропетровской области и Петровского района Кировоградской области площадью 51,3 гектара. | Изменены границы Днепропетровской и Кировоградской областей путём взаимного обмена территориями Криворожского Днепропетровской области и Петровского района Кировоградской области площадью 51,3 гектара. |
| 1995                              | | |
| Май                               | Соглашением между Венгрией и Украиной была подтверждена действующая венгерско-украинская граница и признана демаркация и делимитация проведённая ещё Венгрией и СССР. Проверка границы прошла в 1996—2003 годах. | Соглашением между Венгрией и Украиной была подтверждена действующая венгерско-украинская граница и признана демаркация и делимитация проведённая ещё Венгрией и СССР. Проверка границы прошла в 1996—2003 годах. |
| 1996                              | | |
| Февраль                           | Великобританией (согласно меморандуму с Украиной) передана расположенная на острове Галиндез вблизи Антарктиды станция «Фарадей», переименованная после передачи в «Академик Вернадский». Украина, как подписант договора об Антарктике, не выдвигает территориальные претензии на её территории. | |
| Июнь                              | Введена новая единица первого уровня — «город со специальным статусом». Данный статус предоставлен Киеву и Севастополю. | Введена новая единица первого уровня — «город со специальным статусом». Данный статус предоставлен Киеву и Севастополю. |
| 1997                              | | |
| Май                               | Соглашением между Белоруссией и Украиной была подтверждена белорусско-украинская граница. Её делимитация прошла в 1993—2007 годах, демаркация — в 2013—2021 годах. Соглашением между Россией и Украиной была подтверждена действующая российско-украинская граница и её незыблемость. Делимитация границы прошла в 1998—2003 годах, демаркация — с 2003 года | Соглашением между Белоруссией и Украиной была подтверждена белорусско-украинская граница. Её делимитация прошла в 1993—2007 годах, демаркация — в 2013—2021 годах. Соглашением между Россией и Украиной была подтверждена действующая российско-украинская граница и её незыблемость. Делимитация границы прошла в 1998—2003 годах, демаркация — с 2003 года |
| Май                               | Принят Закон Украины «О местном самоуправлении», в котором, в частности, прописывается: «в названиях местных советов были исключены слова народных депутатов, а слово Совет стало писаться с малой буквы». | Принят Закон Украины «О местном самоуправлении», в котором, в частности, прописывается: «в названиях местных советов были исключены слова народных депутатов, а слово Совет стало писаться с малой буквы». |
| Декабрь                           | Принят (в целом) Законопроект Украины «Об административно-территориальном устройстве Украины» (впоследствии Президент Украины наложил на него вето). | Принят (в целом) Законопроект Украины «Об административно-территориальном устройстве Украины» (впоследствии Президент Украины наложил на него вето). |
| 1999                              | | |
| Август                            | Договором между Молдавией и Украиной была подтверждена молдавско-украинская граница. Её делимитация прошла в 1995—1999 годах, демаркация происходит с 2002 года. | Договором между Молдавией и Украиной была подтверждена молдавско-украинская граница. Её делимитация прошла в 1995—1999 годах, демаркация происходит с 2002 года. |
| Август                            | В состав Молдавии (согласно дополнительному протоколу к договору с Украиной) переданы 450 метров береговой линии территории Одесской области прилегающей к посёлку Джурджулешть под строительство порта. | |
| 2003                              | | |
| Май                               | Соглашением между Румынией и Украиной была подтверждена действующая румынско-украинская граница и признана демаркация и делимитация проведённая ещё Румынией и СССР. | Соглашением между Румынией и Украиной была подтверждена действующая румынско-украинская граница и признана демаркация и делимитация проведённая ещё Румынией и СССР. |
| Сентябрь                          | Россия приступила к строительству дамбы от Таманского полуострова к украинскому острову Тузла, заявив о том, что на нём будет установлена российская пограничная застава — начался конфликт вокруг Тузлы. В октябре, после прошедших переговоров, строительство дамбы было приостановлено, в декабре — был подписан Договор о сотрудничестве в использовании Азовского моря и Керченского пролива. | Россия приступила к строительству дамбы от Таманского полуострова к украинскому острову Тузла, заявив о том, что на нём будет установлена российская пограничная застава — начался конфликт вокруг Тузлы. В октябре, после прошедших переговоров, строительство дамбы было приостановлено, в декабре — был подписан Договор о сотрудничестве в использовании Азовского моря и Керченского пролива. |
| 2009                              | | |
| Февраль                           | Международный суд ООН разрешил территориальный спор между Украиной и Румынией и предложил новую линию морской границы без учёта украинского острова Змеиный как суши и учёта его в определении украинской исключительной экономической зоны, установив акваторию вокруг острова размером в 12 морских миль. | |
| 2011                              | | |
| Июнь                              | Из состава Молдавии (согласно дополнительному протоколу к договору с Украиной) передан семикилометровый участок дороги Одесса-Рени в районе села Паланка, соединяющий южную и северную части Одесской области. Молдавия сохранила право его бесплатного использования. | |
| Начало российско-украинской войны | | |
| Март                              | Российская Федерация аннексировала Крым и образовала на его территории два новых субъекта федерации: на территории Автономной Республики Крым была образована Республика Крым с сохранением административная деления первой и столицы в Симферополе; город со специальным статусом Севастополь был преобразован в город федерального значения Севастополь с некоторыми изменениями административного деления — в рамках города восстановлен ряд ранее упразднённых населённых пунктов и образованы 10 внутригородских муниципальных образований (9 муниципальных округов и 1 город). Данные действия не получили признания со стороны международного сообщества. Украина признаёт территории Автономной Республики Крым и Севастополя временно оккупированными Российской Федерацией (см. Проблема принадлежности Крыма и Правовой статус Севастополя). Представительство президента Украины в Автономной Республике Крым было временно перенесено в Херсон. | Российская Федерация аннексировала Крым и образовала на его территории два новых субъекта федерации: на территории Автономной Республики Крым была образована Республика Крым с сохранением административная деления первой и столицы в Симферополе; город со специальным статусом Севастополь был преобразован в город федерального значения Севастополь с некоторыми изменениями административного деления — в рамках города восстановлен ряд ранее упразднённых населённых пунктов и образованы 10 внутригородских муниципальных образований (9 муниципальных округов и 1 город). Данные действия не получили признания со стороны международного сообщества. Украина признаёт территории Автономной Республики Крым и Севастополя временно оккупированными Российской Федерацией (см. Проблема принадлежности Крыма и Правовой статус Севастополя). Представительство президента Украины в Автономной Республике Крым было временно перенесено в Херсон. |
| Апрель                            | В ходе дальнейшего развития конфликта при поддержке и под контролем Российской Федерации были провозглашены Донецкая (ДНР) и Луганская (ЛНР) народные республики, претендовавшие, соответственно, на территории Донецкой и Луганской областей Украины. Оба образования не установили чётких границ ввиду продолжающегося вооружённого конфликта и частично контролировали территории Донецкой и Луганской областей, включая Донецк и Луганск. Данные образования не получили признания со стороны международного сообщества. Украина рассматривала их как террористические и сепаратистские организации, марионеточные государства, организованные и вооружённые Российской Федерацией, которые при поддержке российских войск незаконно захватили и удерживали украинскую территорию. Территории, контролируемые ДНР и ЛНР, в соответствии с украинским законодательством считались временно оккупированными Российской Федерацией. Центральные областные учреждения Донецкой области были временно перенесены сначала в Мариуполь, а потом — в Краматорск; центральные учреждения Луганской области — в Северодонецк. | В ходе дальнейшего развития конфликта при поддержке и под контролем Российской Федерации были провозглашены Донецкая (ДНР) и Луганская (ЛНР) народные республики, претендовавшие, соответственно, на территории Донецкой и Луганской областей Украины. Оба образования не установили чётких границ ввиду продолжающегося вооружённого конфликта и частично контролировали территории Донецкой и Луганской областей, включая Донецк и Луганск. Данные образования не получили признания со стороны международного сообщества. Украина рассматривала их как террористические и сепаратистские организации, марионеточные государства, организованные и вооружённые Российской Федерацией, которые при поддержке российских войск незаконно захватили и удерживали украинскую территорию. Территории, контролируемые ДНР и ЛНР, в соответствии с украинским законодательством считались временно оккупированными Российской Федерацией. Центральные областные учреждения Донецкой области были временно перенесены сначала в Мариуполь, а потом — в Краматорск; центральные учреждения Луганской области — в Северодонецк. |
| Сентябрь                          | Сроком на 3 года в отдельных районах Донецкой и Луганской областей был введён особый порядок местного самоуправления. В марте 2015 года установлена граница данных районов, которая прошла по линии Новокиевка (с включением в их состав)—Станица Луганская—Артёма—Луганская ГРЭС—Счастье—Раёвка (с включением в их состав)—Трёхизбенка—Красный Лиман (с включением в их состав)—Славяносербск (с включением в их состав)—Смелое—пересечение дорог—Новотошковское—Нижнянский разъезд—Орехово—Золотое (разделено)—Катериновка—Молодёжное (с включением в их состав)—Первомайск (с включением в их состав)—Калиново—Алмазная (с включением в их состав)—Анновка—Ломоватка—Вергулёвка—отметка 298,0—Оленовка (с включением в их состав)—Софиевка (с включением в их состав)—Центральный (с включением в их состав)—Шахта № 2—Никишино—разъезд Кумшацкий—остановочная платформа 20 км—Петропавловка (с включением в их состав)—Орлово-Ивановка—Новоорловка—Малоорловка—Юнокоммунаровск (с включением в их состав)—Славное—отметка 215,6 (с включением в их состав)—Александровское (с включением в их состав)—Грозное—Углегорск—Горловка (с включением в их состав)—Гурты (с включением в их состав)—Лозовое—Байрак (с включением в их состав)—Гольмовский—Зайцево—железнодорожная станция Майорская—Кирово—Торецк—Ленинское—Шумы (с включением в их состав)—Новгородское—Широкая Балка—Озеряновка—Михайловка—Пантелеймоновка (с включением в их состав)—Верхнеторецкое—Ясиноватая (с включением в их состав)—Авдеевка—Опытное—Весёлое—Пески—отметка 221,1—Красногоровка—Трудовское (с включением в их состав)—Марьинка—Кременец (с включением в их состав)—Славное—железнодорожная станция Оленовка (с включением в их состав)—Оленовка (с включением в их состав)—Любовка—Новобешево—Александровка (с включением в их состав)—Старобешево (с включением в их состав)—Раздольное—Староласпа—Гранитное—Чермалык—Павлополь—Талаковка—Коминтерново (с включением в их состав)—Саханка (с включением в их состав)—Широкино. В октябре 2017 года особый порядок местного самоуправления продлён на год, в октябре 2018 — до декабря 2019, в декабре 2019 — до декабря 2020, в декабре 2020 года — до декабря 2021, в декабре 2021 года — до декабря 2022 года. | |
| 2015                              | | |
| Июль                              | В рамках административно-территориальной реформы начали создаваться объединённые территориальные общины (громады). | |
| 2016 [ К 18 ]                     | | |
| Май                               | Днепропетровск, центр Днепропетровской области, переименован в Днепр. | Днепропетровск, центр Днепропетровской области, переименован в Днепр. |
| Июль                              | Кировоград, центр Кировоградской области, переименован в Кропивницкий. | Кировоград, центр Кировоградской области, переименован в Кропивницкий. |
| 2020                              | | |
| Июль                              | Образовано 136 районов вместо всех ликвидированных 490 районов и городов областного подчинения. Границы укрупнённых районов установлены по границам созданных 1470 (с 12 августа 1469) территориальных общин (громад) вместо ликвидированных объединённых территориальных общин (громад). | |
| 2022                              | | |
| Февраль                           | Российская Федерация начала полномасштабное вторжение на Украину. На пике вторжения российские войска оккупировали около 27 % территории Украины, включая всю Луганскую область, большую часть Херсонской области, части Донецкой, Запорожской, Киевской, Николаевской, Сумской, Харьковской и Черниговской областей, небольшую часть Житомирской области и остров Змеиный Одесской области. В апреле 2022 года украинские войска полностью освободили Киевскую, Житомирскую, Черниговскую и Сумскую области; в июне — вытеснили ВС РФ с острова Змеиный; в сентябре-октябре — выбили российские войска с большей части Харьковской области, части Донецкой области и перешли северную границу Луганской области. В сентябре 2022 года Россия объявила об аннексии Донецкой, Луганской, Херсонской и Запорожской областей — данное действие не получило международного признания, а российские войска не смогли полностью оккупировать эти регионы. К ноябрю 2022 года Украина деоккупировала большую часть Николаевской области и правобережье Херсонской области, включая её административный центр — Херсон. К декабрю 2022 года под российской оккупацией оставалось 18 % территории Украины. | |
| 2024                              | | |
| Январь                            | Законодательно определены исторически населённые украинцами территории Российской Федерации — Кубань, Стародубщина, Северная и Восточная Слобожанщина в пределах Краснодарского края, Белгородской, Брянской, Воронежской, Курской и Ростовской областей Российской Федерации. | Законодательно определены исторически населённые украинцами территории Российской Федерации — Кубань, Стародубщина, Северная и Восточная Слобожанщина в пределах Краснодарского края, Белгородской, Брянской, Воронежской, Курской и Ростовской областей Российской Федерации. |
| Август                            | Украинские войска перешли границу и начали боевые действия на территории Курской области Российской Федерации. К 15 августа была создана украинская военная комендатура в Курской области с центром в Судже, в ведении которой на тот момент находилось 82 населенных пункта на площади 1150 км². | |

### Ожидаемые изменения
| Характер изменений                                                                                            | Стадия введения |
| --- | --- |
| Переименование Днепропетровской области в Сечеславскую в связи с декоммунизацией                              | Изменения в Конституцию поддержаны Комитетом Верховной рады по вопросам государственного строительства, региональной политики и местного самоуправления |
| Переименование Кировоградской области в Кропивницкую в связи с декоммунизацией                                | Изменения в Конституцию поддержаны Комитетом Верховной рады по вопросам государственного строительства, региональной политики и местного самоуправления |
| Крымскотатарская автономия                                                                                    | Рабочей группой наработан текст изменений в Конституцию, ожидается обсуждение Конституционной комиссией                                                 |
| Новый Закон «О принципах административно-территориального устройства Украины» вместо Законопроекта 1997 года. | в стадии рассмотрения — представлен законопроект 2021 года                                                                                              |

## Комментарии
1. ↑  Несмотря на то, что по Брестскому мирному договору Холмщина и
Подляшье должны были отойти к Украине, под давлением польских общественно-политических организаций австро-венгерский парламент не ратифицировал Брестский мирный договор, а правительство не допускало в уезды Холмщины администрацию губернского старосты А. Скоропись-Иолтуховского. Поэтому до осени 1918 г. эти земли не включали в общий список административно-территориальных единиц Гетманата. И только в ноябре 1918 г., благодаря помощи немецких войск, Холмская губерния приобрела официальный статус. В её состав вошли Белогорский, Бельский, Берестейский, Кобринский, Константиновский, Красниставский, Пружанский, Радзинский, Томашевский и Холмский уезды. Однако, у гетманского режима не было сил сопротивляться польским войскам, которые довольно быстро захватили эти земли.
2. ↑  В начале 1924 г. в республике насчитывалось 706 районов, к концу года уже было 679 (32 было расформировано и 5 создано новых)
3. ↑  По состоянию на 01.08.1925 было АР (АМССР), 41 округ, 680 районов, 10314 сельсоветов, 70 городских и 155 поселковых Советов[90],
 в том числе 549 национальных сельсоветов (162 русских, 160 немецких, 87 польских, 62 молдавских, 33 еврейских, 25 болгарских, восемь греческих, семь чешских, три албанских, белорусский, шведский) и 37 национальных поселковых Советов.
4. ↑  На 01.01.1926 было образовано 593 национальных советов, в том числе 90 русских, 185 немецких, 111 польских, 100 еврейских[105], 53 болгарских, 27 греческих, 13 чешских, 9 молдавских и 1 белорусский сельсовет.[90]
 На 01.03.1926 было выделено 9 национальных районов, 52 поселковых и 486 сельсоветов.[106]
5. ↑  На 1931 год в Украине кроме Автономной Молдавской ССР функционировало 25 национальных районов — 8 русских (в т.ч. 372 национальных сельсоветов и 9 поселковых), 7 немецких, 3 болгарских, 3 еврейских, 3 греческих и 1 польский.[90]
6. ↑  На нач. 1932 года в УССР уже существовало 25 национальных районов, 65 поселковых и 1112 сельских Советов — русские, немецкие, польские, греческие, болгарские, молдавские, еврейские, белорусские, чешские, албанские (3 С/С), шведские (1 С/С в районе Берислава).
 Практически все они (за исключением русских) были упразднены к концу 1930-х годов[106]
7. ↑  На декабрь 1933 года существовало 367 районов.[90]
8. ↑  В результате воссоединения в составе Украинской ССР Западной Украины, Северной Буковины и Бессарабии её территория расширилась до 565 000 км², а население возросло на 8 800 000 человек и составляло на середину 1941-го почти 41 700 000 человек.[151]
9. ↑  В 1954 году существовало 26 областей и 786 районов.[92]
10. ↑  Упразднено 40 районов в 14 областях (1957)[189]. На протяжении 1957-го статус п.г.т. получили 125 населённых пунктов (местечек).[190]
11. ↑  На протяжении 1957–1958 годов по Украине было переименовано 141 населённый пункт, 8 городских и 2 сельских района, названные в честь В. Молотова, Л. Кагановича, К. Ворошилова, С. Будённого, Г. Петровского, Н. Хрущёва, Д. Мануильского[192]
(последующие масштабные переименования начала 1960-х гг. происходили в контексте преодоления последствий культа личности И. Сталина).[193]
 В 1958 году существовало 746 районов — ликвидировано 12 районов в 8 областях (1958) и создано 2 района.[189].
12. ↑  Всего за 1959 год в 20 областях (учитывая Дрогобычскую) ликвидировано (упразднено) 125 районов (на протяжении 1957–59 годов ликвидировано 14 городских и создан 1 район[195]).[196][189]
13. ↑  Упразднено 7 районов в 3 областях (1960) — таким образом на протяжении 1957–60 годов было ликвидировано 184 района в 22 областях (с учётом Дрогобычской) и новосоздано 2 района в 2 областях.[189]
14. ↑  На 01.03.1954 существовало 16654 сельсовета. После завершения укрупнения колхозов (15.10.1954) количество сельсоветов сократилось до 11686 — практически так же как и колхозов (на территории 8261 сельского совета уже размещалось по одному колхозу). В 1959 году их стало 11118, а в 1961 году — 8610 сельсоветов.[92]
15. ↑  Подробнее об изменениях границ областей (передачи сельсоветов и т.п.) — см. Административное деление Украинской ССР
16. ↑  На период проведения переписи населения, как правило, старались избегать административно-территориальных изменений — в данном случае с 1 июля 1969 по 1 апреля 1970.[208]
То же — с 1 сентября 1936 года по 15 января 1937[209]
 Равно как и в 2001 году.[210]
17. ↑  По состоянию на август 1991-го в УССР было: АР и 24 области, 2 города республиканского подчинения, 605 районов (из них 485 сельских), 435 городов (из которых 151 город областного подчинения), свыше 9500 сельских, свыше 800 поселковых советов, приблизительно 29 000 сельских и приблизительно 1360 городских населённых пунктов; всего в государстве было 30200 населённых пунктов.
18. ↑  На протяжении 2015–2016 годах в рамках декоммунизации происходит массовое переименование населённых пунктов, местных советов, районов — порядка 1000 (в частности 32 города, 58 посёлков городского типа, 118 посёлков, 779 сёл и 25 районов Украины).